# Modelleisenbahn

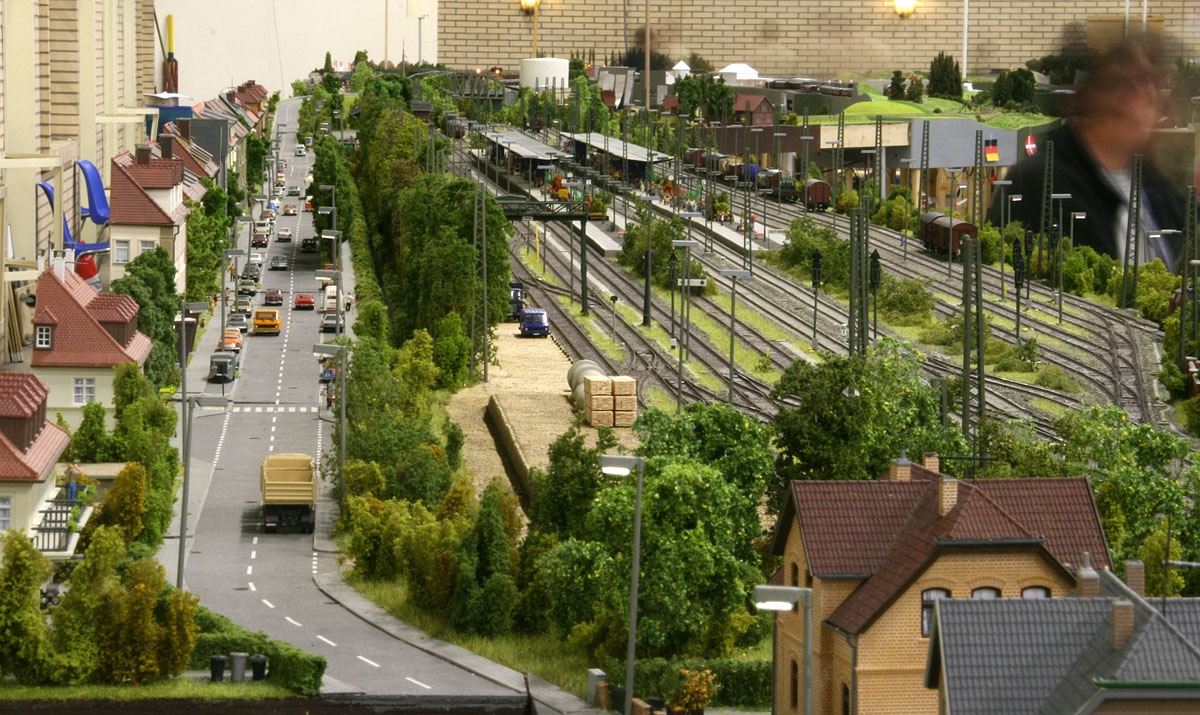
Raumfüllende Modelleisenbahn mit Zweischienen-Zweileitergleisen in Nenngröße H0 („Spur H0“, Maßstab 1:87), 2010

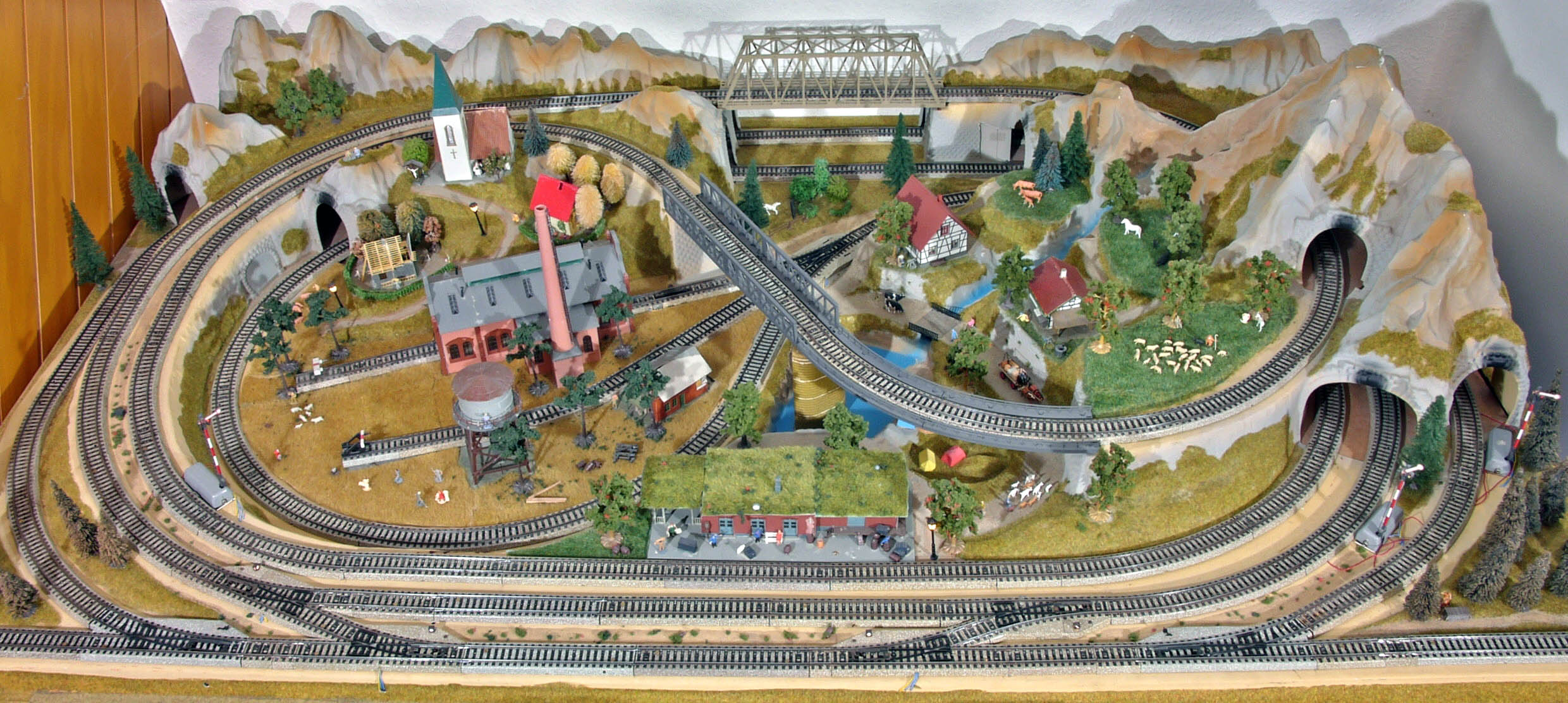
Tischeisenbahn mit Märklin–Punktkontaktgleisen, ebenfalls Nenngröße H0, auf Noch-Fertiggelände, 2007

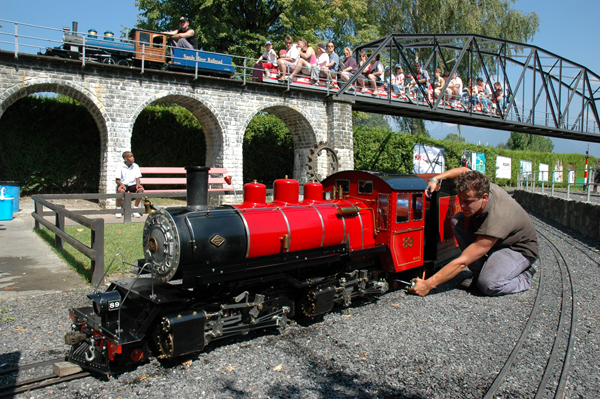
Große Parkeisenbahn (Spurweite 184 mm, Maßstab 1:7,8) mit Personenbeförderung; Swiss Vapeur Parc Le Bouveret Wallis, CH

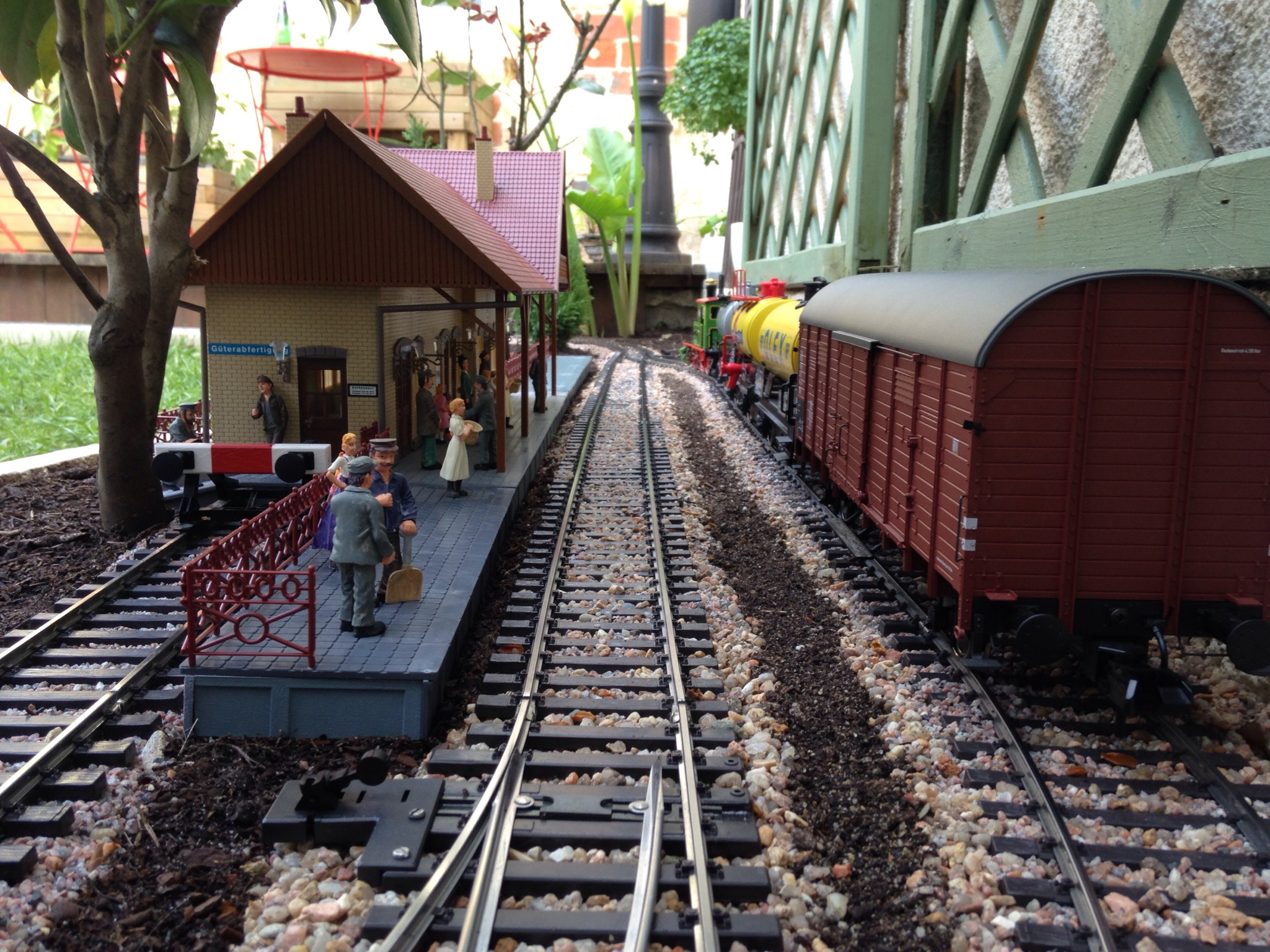
Märklin-Maxi-Gartenbahn in Nenngröße 1 („Spur 1“, Maßstab 1:32), 2016

Eine Modelleisenbahn ist die verkleinerte (Maßstab kleiner als Eins) Nachbildung von Teilen einer „großen“ Eisenbahn. Dabei werden bevorzugte Maßstäbe angewendet. Mit fortschreitender Verkleinerung handelt es sich um eine Parkeisenbahn, um eine Gartenbahn, um eine einen oder mehrere Räume füllende Modelleisenbahn, um eine Bahn im Tischformat und um eine Bahn im Koffer. Nachgebildet werden außer den Gleisen und Fahrzeugen oft auch Gebäude (z. B. Bahnhofsgebäude), Personen, andere Fahrzeuge (z. B. Autos) und Landschaften.
Typisch ist, dass die Lokomotiven durch einen eingebauten Antrieb selbst fahren können. Die Steuerung erfolgt manuell, halbautomatisch über ein Bedienpult oder vollautomatisch (Relais, Elektronik, Computer).

## Allgemeiner Überblick

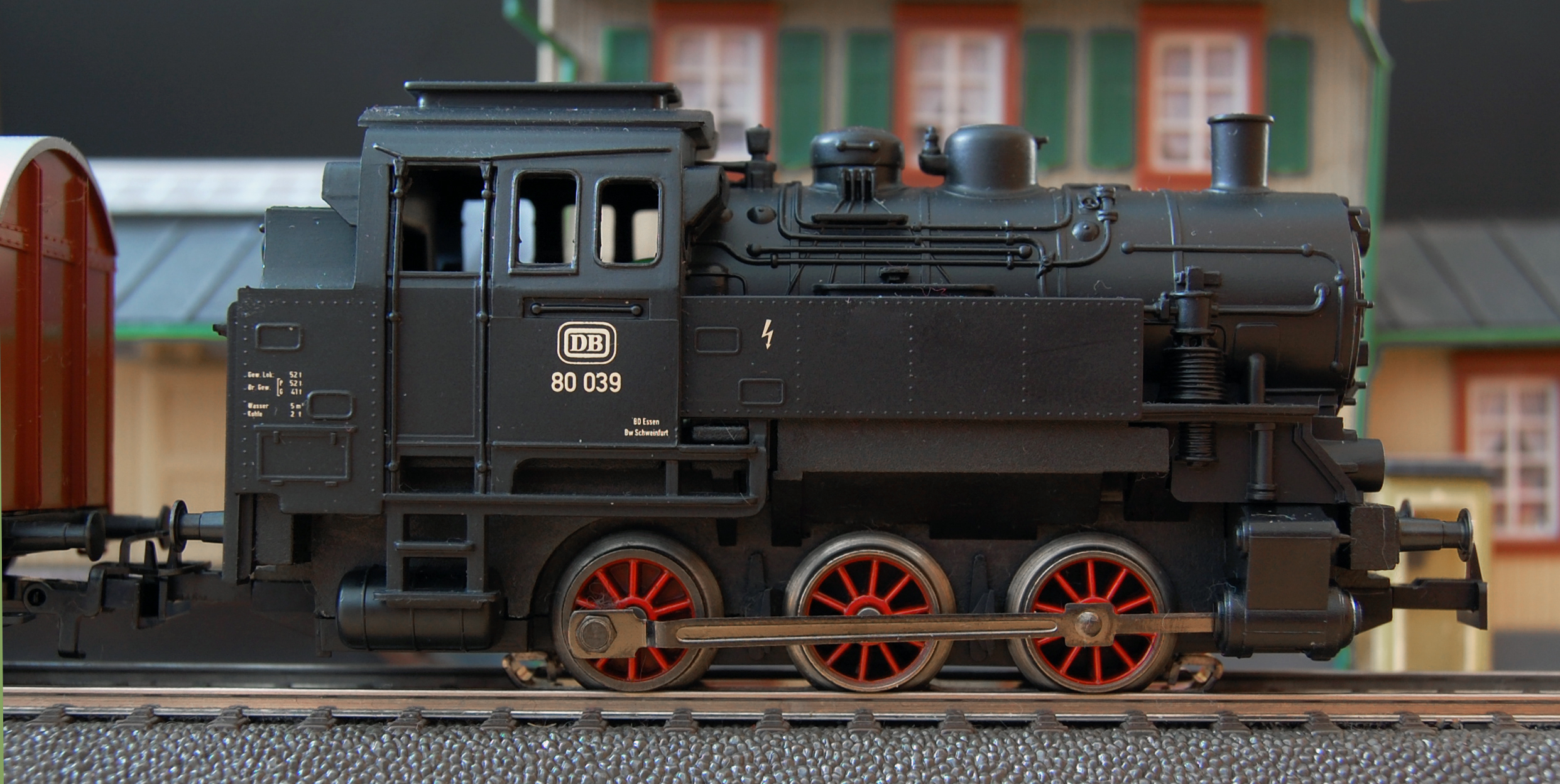
Einfache Märklin-Dampflok, Nenngröße H0, Spur H0, 2008

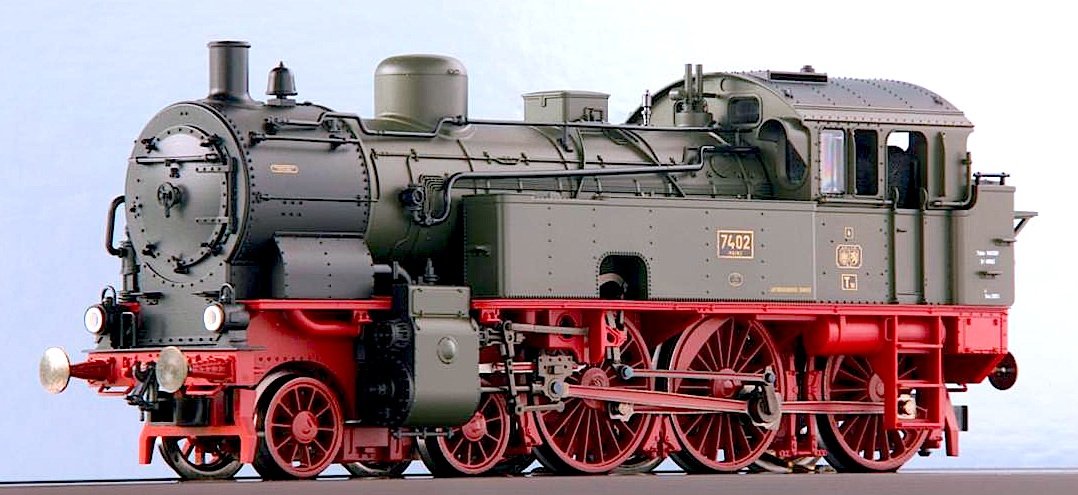
Filigrane Fleischmann-Dampflok, Nenngröße H0, Spur H0, 2008

Das Größenverhältnis zwischen Modell und Vorbild (beispielsweise 1:87) wird als Maßstab bezeichnet, wobei gängigen Maßstäben jeweils ein Buchstabenkürzel Buchstaben-/Ziffernkürzel zugeordnet wird (0, H0, TT, N, Z etc., Reihenfolge gemäß fortschreitender Verkleinerung).
Für Kinder angebotene Modelleisenbahnen ähneln einer „großen“ Eisenbahn weniger als die für Erwachsene gedachten. Letztere, die auf eine relativ hohe Detailtreue gegenüber „großen“ Eisenbahnen achten und diese oft durch intensiven Eigenbau erhöhen, bezeichnen sich selbst als Modelleisenbahner und auch nur ihre Modelle als Modelleisenbahnen, während jene robusten Modelle für Kinder als Spielzeugeisenbahnen gelten.

### Modelleisenbahner
Modelleisenbahner sind keine homogene Gruppe. Während viele den Schwerpunkt auf den Betrieb ihrer Modellbahnen legen, widmen sich andere nur dem Sammeln von Lokomotiven, Waggons oder Zubehör (die oft auch nur die Eisenbahngeschichte eines bestimmten Zeitraumes (Epoche) nachbilden oder auch nur von einem bestimmten Hersteller stammen) oder nur dem Umbau und/oder Selbstbau von Fahrzeugen. Auch die Ansprüche daran, wie weit ihre Anlagen und Fahrzeuge ein Vorbild nachbilden, unterscheiden sich vielfach deutlich.
Aufgrund der Komplexität und Ausdehnung des Gesamtsystems Eisenbahn wird bei der Nachbildung im Modell meist eine thematische Eingrenzung vorgenommen. Häufig ist das Thema eine Eisenbahngesellschaft, eine Eisenbahnstrecke, ein Bahnhof, eine Betriebsstelle, eine bestimmte Epoche, eine bestimmte Landschaft oder mehrere dieser Kriterien – bis hin zur Spezialisierung auf „Bahnhof xx im Jahre yy“ mit Lokomotiven und Wagen in der dem Vorbild entsprechenden Anzahl. Die typische „Spielbahn“ beschränkt sich dagegen gar nicht oder nur sehr grob – typisch ist so etwas wie „deutschsprachiger Teil Europas von 1950 bis heute“. Ebenfalls kann sich die Nachbildung auf die möglichst originaltreue Darstellung von Gebäuden, Gleisanlagen und/oder Fahrzeugen (z. B. als Diorama) beziehen, oder es kann der Schwerpunkt auf die Darstellung eines typischen Betriebsablaufs gelegt werden, etwa indem man einen Bahnhof nachbaut, wie es ihn gegeben haben könnte (der also kein reales Vorbild haben muss, aber den Bauvorschriften und anderen Vorgaben entspricht).

Messing-Eigenbau-Dampflokomotive im Maßstab 1:45, Nenngröße 0, Spur 0, 2007

Die Lokomotiven, Wagen, Gleise, Gebäude, Personen, Autos, Bäume, Landschaft, Steuerung u. a. werden von kommerziellen Herstellern angeboten, von Modelleisenbahnern teilweise auch selbst gefertigt oder verändert und von ihnen in der Regel zu einer Modelleisenbahnanlage zusammengestellt und -gebaut. Es gibt aber auch Angebote für mehr oder weniger fertige Anlagen.
Der Sammlerwert der heutigen Modelleisenbahngegenstände steigt aufgrund hoher Auflagen, sinkender Sammlerzahlen und einer vielfach sehr guten Verfügbarkeit (zum Beispiel über Internetauktionshäuser) jedoch kaum noch. Wenige, vorwiegend ältere, wenig verbreitete Objekte und Bahnen in überdurchschnittlich gutem oder originalgetreu restauriertem Zustand erzielen jedoch immer noch hohe Preise.
Der Umbau oder Selbstbau von Modelleisenbahnloks, Waggons oder Zubehör hat weltweit an Stellenwert verloren, vorwiegend wegen des sehr großen Angebots an industriell hergestellten Produkten, aber auch infolge von Änderungen in der Berufsausübung, weg von den handwerklichen Berufen (Feinmechaniker, Elektroniker, …), hin zu Büro-Berufen. Hingegen sind der private Anlagenbau und der in Modelleisenbahnvereinen immer noch weit verbreitet.

### Anlagenformen

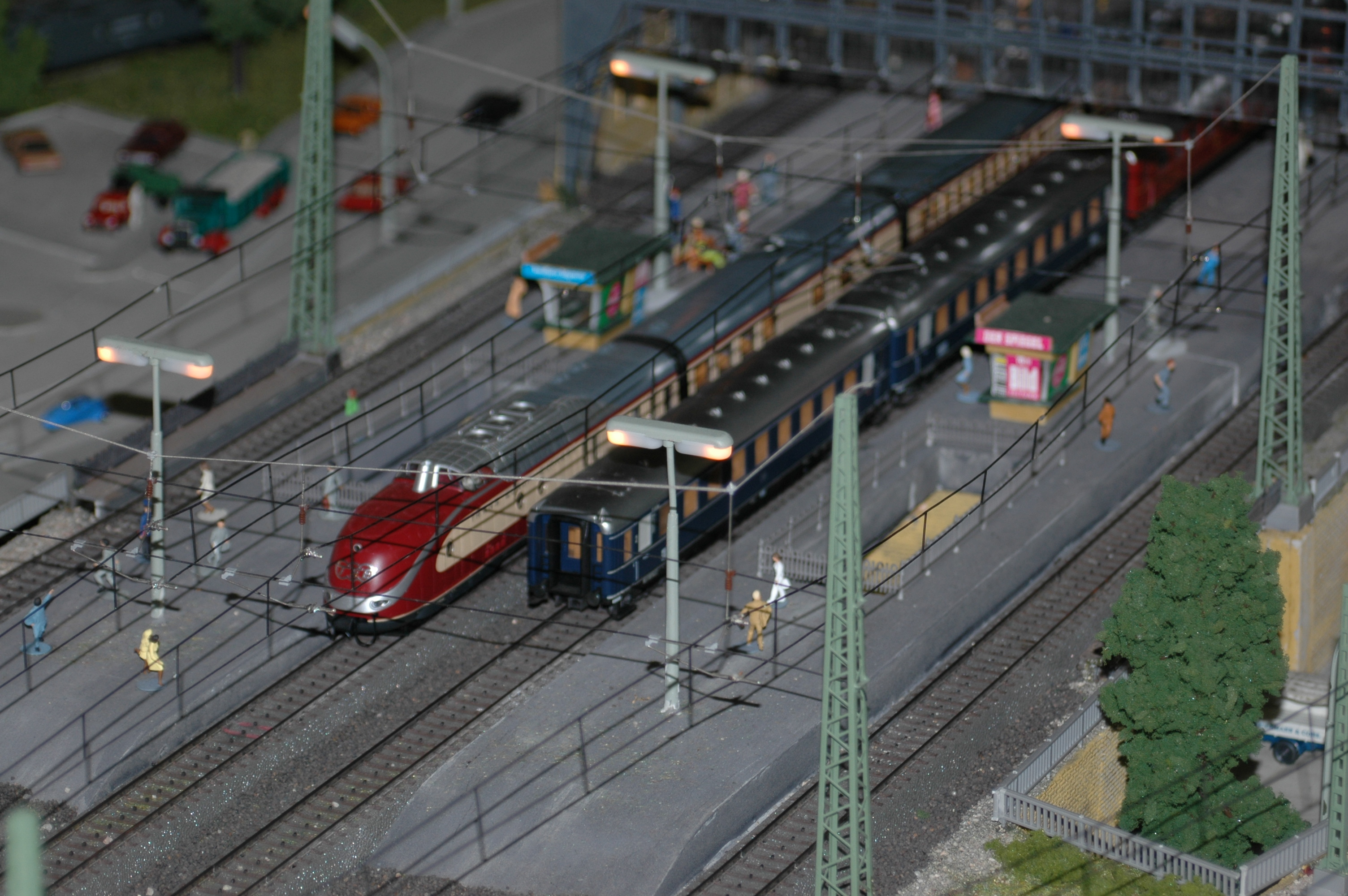
Detailansicht der Modellbahnanlage im Märklin-Museum in Göppingen – gut erkennbar die Punktkontakte des von Märklin verwendeten Mittelleiters

Für ausgestaltete Modellbahnanlagen haben sich drei typische Formen etabliert, die mitunter auch kombiniert werden:
Bei den Anlagen unterscheidet man Anlagensysteme (komplette Anlagen auf einer oder mehreren Platten), die ein eigenständiges abgeschlossenes Thema nachbilden und autark ausgestellt und betrieben werden können, und Module mit genormten Schnittstellen oder Übergängen. Diese stellen einen begrenzten Teil oder Streckenabschnitt der Eisenbahn(-landschaft) dar. Sie können im Prinzip jederzeit frei miteinander verbunden werden. Besonders beliebt im Modulbau sind in den letzten Jahren Straßenbahn-Anlagen geworden.
- Die einfachste und bekannteste besteht aus einer rechteckigen (Holz-)Platte, an deren Rand ein ein- oder mehrgleisiges Gleisoval entlangführt. Dabei definieren die Kurvenradien die nötige Breite der Platte und die Länge der Züge, die in den (meist geraden) Bahnhof passen sollen, die Länge der Platte. Da die Größe dieser Anlagen auffallend oft etwa 200 × 80 cm beträgt, taucht dafür vereinzelt die Bezeichnung Türblattanlage auf. Die weitere Ausgestaltung (aus Platzgründen fast komplett im Inneren des Kreises) folgt dabei nicht selten einem einheitlichen, wenig vorbildgerechten, aber spieltauglichen Muster: vorne ein weiteres Bahnhofsgleis, dahinter das Empfangsgebäude eines Bahnhofs. An einer Seite ein Lokschuppen oder eine Drehscheibe, ein weiteres Gleis führt als Ladegleis einer Firma irgendwo in die Anlagenmitte. In einer oder beiden hinteren Ecken befindet sich ein Berg mit Tunnel; der Raum dazwischen ist mit Häusern oftmals nicht zusammenpassender Baustile gefüllt.

- Etwas seltener sind Anlagen, die in irgendeiner Form dem Wandverlauf im Raum folgen – also Anlagen in L-, U-, T-, E- oder noch komplexeren Formen. Dies ermöglicht oftmals selbst in verhältnismäßig engen Räumen auch die Unterbringung von Gegenden ohne Gebäude und – gerade in Wandecken – von sehr großen und dem Vorbild näheren Kurvenradien (eine realistische Kurve in H0 hätte einen Radius von mindestens 2 m). Zudem kann der Bahnhof komplett mit Stellwerken, einem oder mehreren Güterschuppen und vor allem langen Nutzlängen ausgestaltet werden, die ein Bahnbetriebswerk überhaupt erst rechtfertigen. Auch die Unterbringung eines zweiten Bahnhofs an einem anderen Raumende, um so realistischen Pendelverkehr oder Warentransporte nachzubilden, ist möglich. Dieser kann oft auch als Kopfbahnhof ausgebildet sein, wenn der Platz keine Kehrschleife dahinter zulässt oder die dabei nötigen Rangierbewegungen als zusätzlicher Spielspaß angesehen werden. Auch sind bei dieser Anlagenform sogenannte Schattenbahnhöfe verbreitet – einfache Abstellgruppen unter oder neben (dann auch als Fiddle-Yard bezeichnet) der Anlage, die über „den Weg ins Weite“ erreicht werden können, und so beim Betrieb mit sehr vielen Zügen verdeckte Abstellmöglichkeiten bieten.
Große Anlagen dieser Form sind oft in Segmente unterteilt, die voneinander getrennt werden können. Sie werden meist hintereinander erbaut, damit bereits Teile der Anlage befahren/bespielt werden können, ohne dass diese vollständig fertiggestellt sein muss. Auch bieten sie den Vorteil, zu Wartungs- oder anderen Arbeiten, bei denen man das Segment an im eingebauten Zustand schlecht erreichbaren Positionen bearbeiten muss (zum Beispiel Verkabeln an der Unterseite), herausnehmen zu können. Der Segmentbau vereint somit viele Vorteile von festem und Modulaufbau.

- Als Königsdisziplin der Modellbahn gelten modulare Anlagen. Hierbei werden zunächst nur relativ kleine, thematisch zusammenpassende Gruppen gebaut, die mit genormten Endstücken versehen sind und so beliebig miteinander verbunden werden können. Da diese Arten von Anlagen problemlos auf- und abgebaut werden können, ist der Platz ein wesentlich kleineres Problem. Bei solchen Anlagen kommt es nicht selten vor, dass komplette Bahnhöfe nur leicht verkürzt gebaut werden – manchmal mit Nutzlängen von 10 m und mehr. Zudem muss man beim Bau eines Moduls nicht jedes Thema, das man irgendwann einmal bauen will, auf einer Platte umsetzen und vorbildwidrig verdichten – man baut es eben auf ein anderes, unabhängiges Modul. Einer der bekanntesten überregionalen Vereine, die sich dem Modulbau verschrieben haben, ist der Freundeskreis Europäischer Modellbahner (FREMO).

### Permanente Ausstellungsanlagen

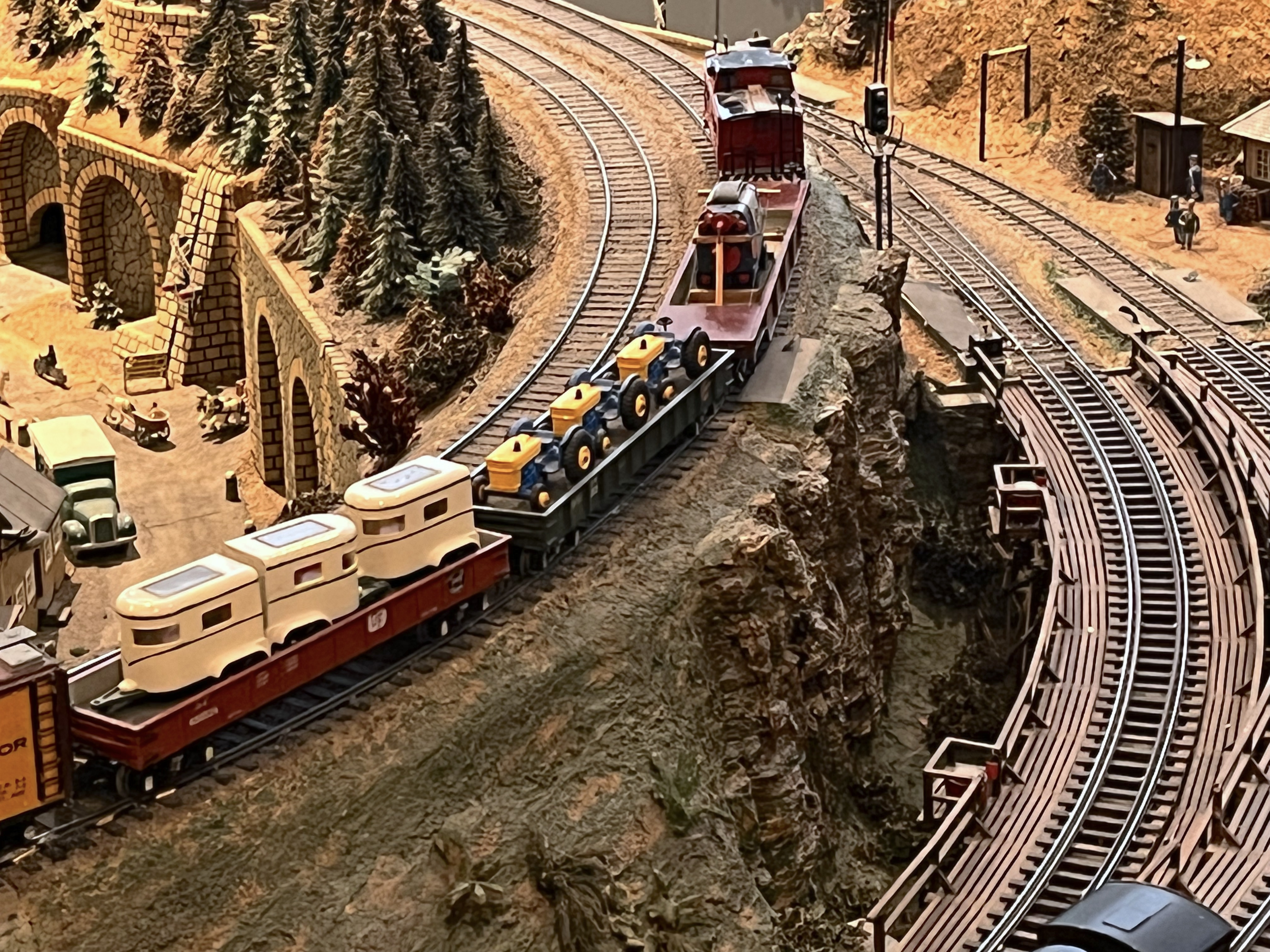
Modelleisenbahnanlage in der Spur S im Spielzeugmuseum Nürnberg, 2022.

Die weltweit größte Modelleisenbahnanlage (Stand 2020) mit sehr detailreich und aufwendig gestalteten Landschaftsthemenbereichen ist das Miniatur-Wunderland in Hamburg. Es befindet sich in der Speicherstadt und ist eine Dauerausstellung über zwei Etagen mit mehr als 1040 Zügen. Die drittgrößte Modellbahnanlage, Loxx Miniatur Welten Berlin, befand sich im Einkaufszentrum Alexa am Berliner Alexanderplatz. Diese schloss zum 31. August 2017. Diese ehemals drittgrößte digital gesteuerte H0-Modellbahnanlage der Welt wurde im September 2017 abgebaut und ist seit Frühjahr 2018 in das Leeraner Miniaturland integriert. Weitere Anlagen sind z. B. der mehr als 700 m² große, inzwischen abgebaute Deutschlandexpress in Gelsenkirchen und die Modellbundesbahn in Bad Driburg. Die ehemals größte Modelleisenbahnanlage der Welt, Northlandz, befindet sich in Flemington/USA. Ihren „Titel“ verlor sie im Juli 2005, als der 2004 begonnene Abschnitt Skandinavien des Miniatur-Wunderlands fertiggestellt wurde.

### Eisenbahnbetriebsfelder

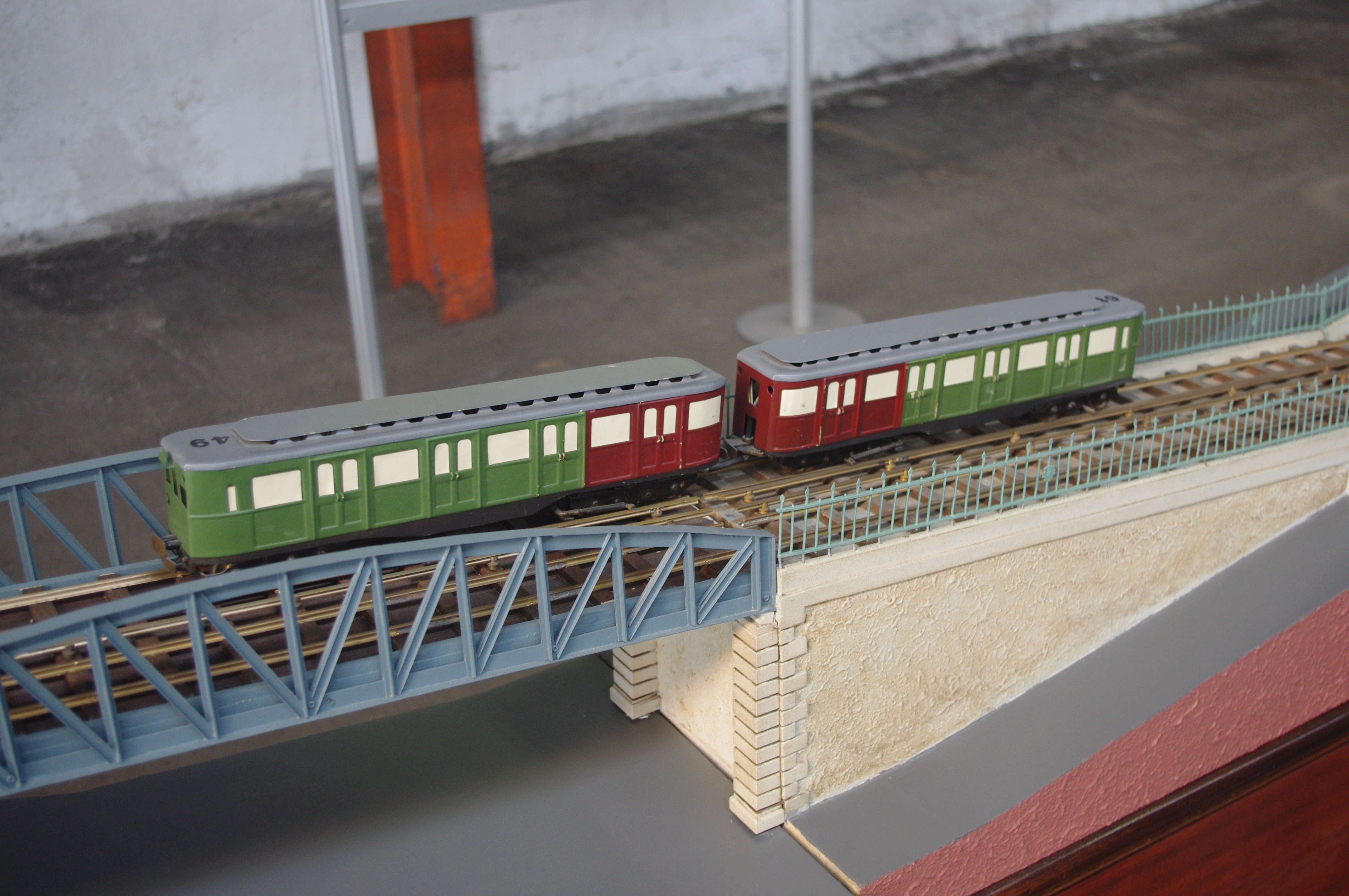
Ausschnitt der Maquette de Lagny, Paris, 2015

Eine Besonderheit stellen Modelleisenbahnanlagen zu Ausbildungs-, Lehr- und Forschungszwecken dar. Diese sogenannten Eisenbahnbetriebsfelder oder Eisenbahnbetriebslabore dienen der Ausbildung von Eisenbahnern sowie der akademischen Forschung und Lehre. Dargestellt werden Abläufe im Eisenbahnbetrieb, insbesondere die Sicherung von Zugfahrten. Hierfür besitzen sie eine vorbildgerechte Signalisierung und Steuerung, teilweise auch vorbildgetreue Stellwerke. Die Anlagen werden nur zur Visualisierung der Zugfahrten zwischen den Betriebsstellen benutzt. Dazu wird versucht, das Fahrverhalten der Züge den realen Vorbildern anzugleichen.

### Ausgestaltung

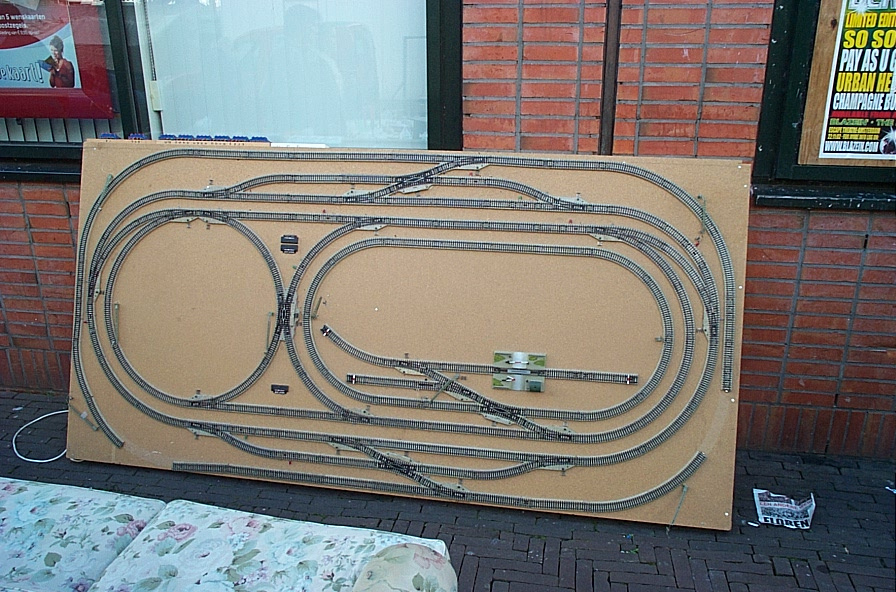
Typische Märklin-Spielanlage der 60er/70er-Jahre ohne Ausgestaltung, 2002

Die einfachste Form der Ausgestaltung einer Modellbahn ist die sogenannte Gleiswüste – auf der nackten Holzplatte befinden sich ausschließlich Gleise, aber keinerlei Landschaft. Die nächste Stufe sind Landschaftserhebungen – die Landschaft ist niemals wirklich bretteben. Nun folgt eine feinere Ausgestaltung: Einschottern der Gleise (bei einer mehrgleisigen Strecke ist der Raum zwischen den Gleisen komplett geschottert), Hinzufügen von Straßen, Häusern und Grünflächen. Abschließend kann man das Ganze noch mit Autos und Lampen, Personen, mit Mülltonnen, einzelnen Pflanzen und Vielem mehr dekorieren. Dabei empfiehlt es sich, Kunststoffmodelle mit Farben nachzubehandeln, um den Plastikglanz loszuwerden.
In den letzten Jahren machte es die immer kleiner werdende Elektronik möglich, auch das Zubehör immer aufwendiger zu gestalten und zu steuern. Früher bewegten sich lediglich Seilbahnen, Mühlräder und Bahnschranken. Auf einer modernen Anlage fahren heute Busse, LKWs und auch PKWs, rauchen Schornsteine und blinken Ampeln. Es fallen Bäume unter der bewegten Axt von Holzfällern usw. Immer mehr wird möglich, was aber auch für das Zubehör immer größeren Aufwand und Kosten bedeutet.
Eine Spielanlage wird einfacher ausgestaltet, etwa mit Häusern aus Lego-Steinen oder eine Ritterburg, eine/n Mühle/Hafen oder ein Parkhaus für Spielzeugautos.

### Normung

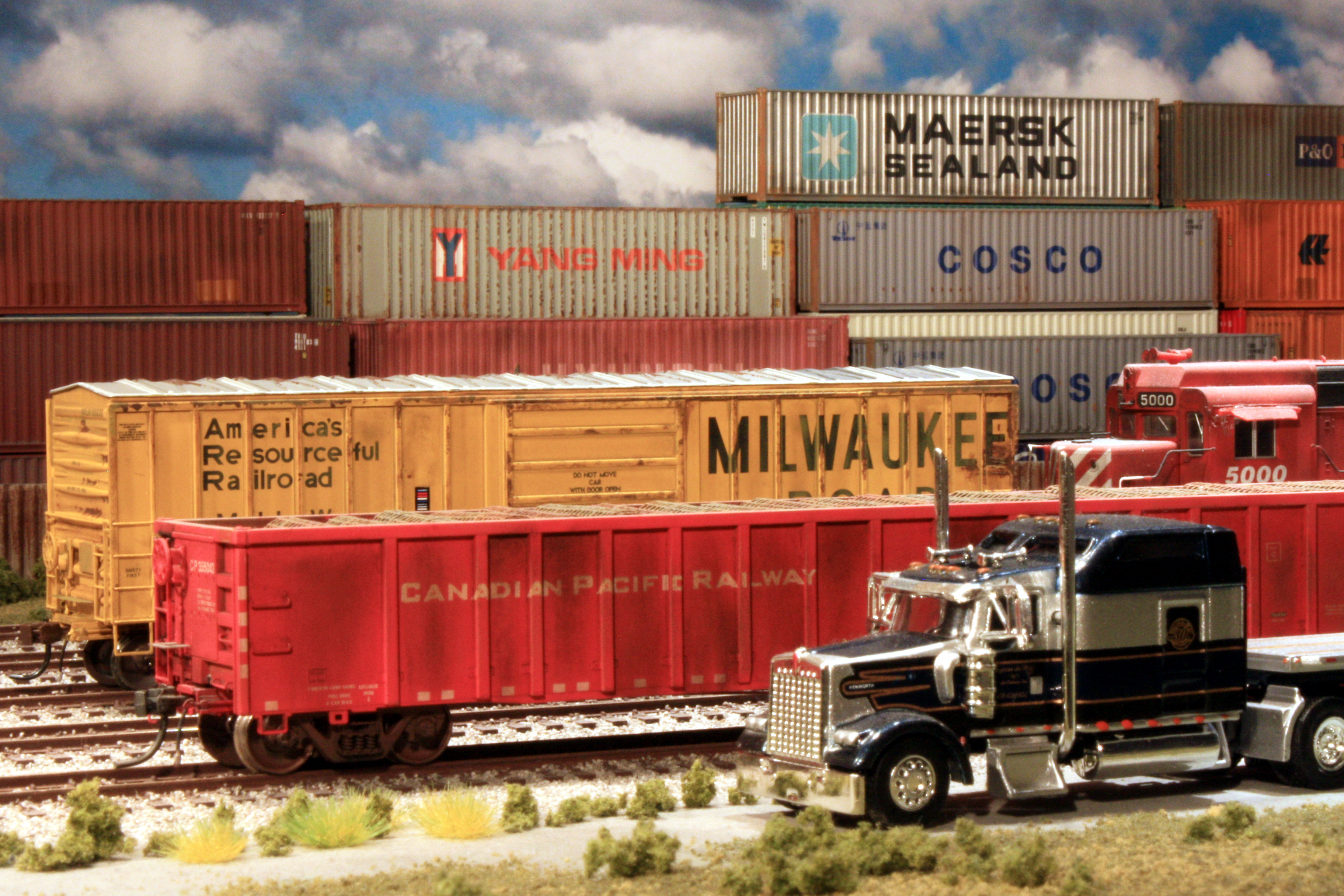
Ausschnitt einer Amerikanischen Modelleisenbahnanlage im Maßstab 1:87 nach den NMRA-Normen, 2016

Schon zu Beginn der ersten industriell hergestellten Modelleisenbahnen um die Jahrhundertwende des 19. Jahrhunderts zum 20. Jahrhundert gab es eine gewisse Abstimmung unter den damaligen Modelleisenbahnherstellern, um eine gewisse Kompatibilität zu gewährleisten, obschon sie untereinander Konkurrenten waren. Führend dabei war Märklin mit der damaligen Spur 1 und etwas später mit der Spur 0.
Bekannt sind primär die durch die folgenden kontinentalen Verbände und überregionalen Vereine herausgegebene Werke: Die ab 1936 herausgegebenen Normen der National Model Railroad Association, abgekürzt NMRA, sind ein Werk an Normen (Standards, abgekürzt S) und Empfehlungen (Recommended Practice, abgekürzt RP) für die nordamerikanischen Modelleisenbahnen. Die ab 1957 herausgegebenen Normen Europäischer Modellbahnen, abgekürzt NEM, sind ein Werk an Normen, Empfehlungen und Dokumentationen für kontinentaleuropäische Modelleisenbahnen. Auch der 1981 gegründete Freundeskreis Europäischer Modellbahner, abgekürzt FREMO, ein überregionaler überdurchschnittlich großer Verein von Moduleisenbahnern, gibt Normen heraus, um die Kompatibilität der Modulsysteme zu gewährleisten.
Weder die durch die Modelleisenbahnverbände herausgegebenen Normen, noch deren Empfehlungen und Dokumentationen, sind für die Hersteller, Lieferanten und Modellbauer bindend. Sie halten sich aber in maßgebenden Punkten daran, um die Kompatibilität ihrer Produkte untereinander zu gewährleisten.

#### Nenngröße (Baugrößen)

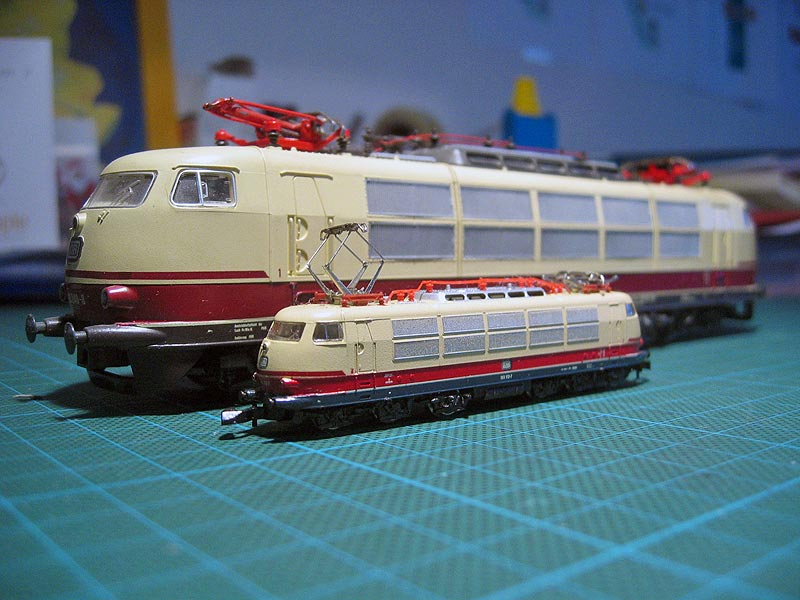
Baureihe 103 der Deutschen Bundesbahn in Baugröße H0 und Baugröße Z

Eigenbau nach Phantasie für LGB (Baugröße IIm)

Modellbahnen gibt es in einer Reihe von Verkleinerungs-Maßstäben, wobei zwischen 1:22,5 und 1:220 gängig sind. Der mit Abstand gängigste Maßstab ist weltweit 1:87 bzw. die Nenngröße H0. Daneben haben im deutschsprachigen Raum noch (Reihenfolge in abnehmendem Verbreitungsumfang) die Nenngröße N (1:160), Nenngröße TT (1:120), Nenngröße IIm (1:22,5, Gartenbahn), Nenngröße Z (1:220) und Nenngröße 1 (1:32) größere Marktanteile. Außerdem gibt es noch die Nenngröße 0 (1:43,5 bzw. 1:45) und Nenngröße S (1:64).

#### Epochen
Zur epochegerechten, geschichtlich einheitlichen Darstellung auf einer Anlage ist die Geschichte der Eisenbahn in Deutschland und anderen Teilen Europas in verschiedene Zeitabschnitte, Epochen, gegliedert worden. Der ICE ist im Regelbetrieb der Eisenbahngesellschaften nicht gleichzeitig mit einem Krokodil oder einer Dampflokomotive einer Nebenbahn im Einsatz. Im Zuge der Bahnentwicklung hat es jedoch immer wieder bedeutende Stichtage gegeben, nach denen binnen relativ kurzer Zeit eine Änderung durchgeführt wurde – vor allem durch Gründung und Umbenennung von Bahngesellschaften. Um die zeitliche Zuordnung des Materials zu erleichtern, werden diese deshalb den Epochen zugeordnet, und teilweise auch noch engere Perioden innerhalb dieser Epochen angegeben. So stellt zum Beispiel in Deutschland eine Lok der Epoche II a den Zustand der Lokbaureihe zwischen 1920 und 1925 dar – typischerweise bedeutet dies das Zusammentreffen neuerer Beschriftungen der Deutschen Reichsbahn mit älteren Lackierungen der Länderbahnzeit. Von Modellbahnern werden diese oft als eines der einfachsten Mittel der zeitlichen Abgrenzung ihrer Sammlung genutzt. Es gibt verschiedene Systeme der Epocheneinteilung. Das bekannteste mit fünf Epochen wurde um 1971 vom Eisenbahnhistoriker G. Barthel angeregt und verbandsintern normiert. Dennoch gibt es bis heute immer wieder strittige Auslegungen, etwa wenn binnen relativ kurzer Zeit mehrere punktuelle Umstellungen erfolgten (z. B. Mitte der 1950er Jahre die Abschaffung der dritten Klasse, die Einführung des dritten Spitzenlichts an Lokomotiven und die Verkleinerung der Windleitbleche).

### Antrieb

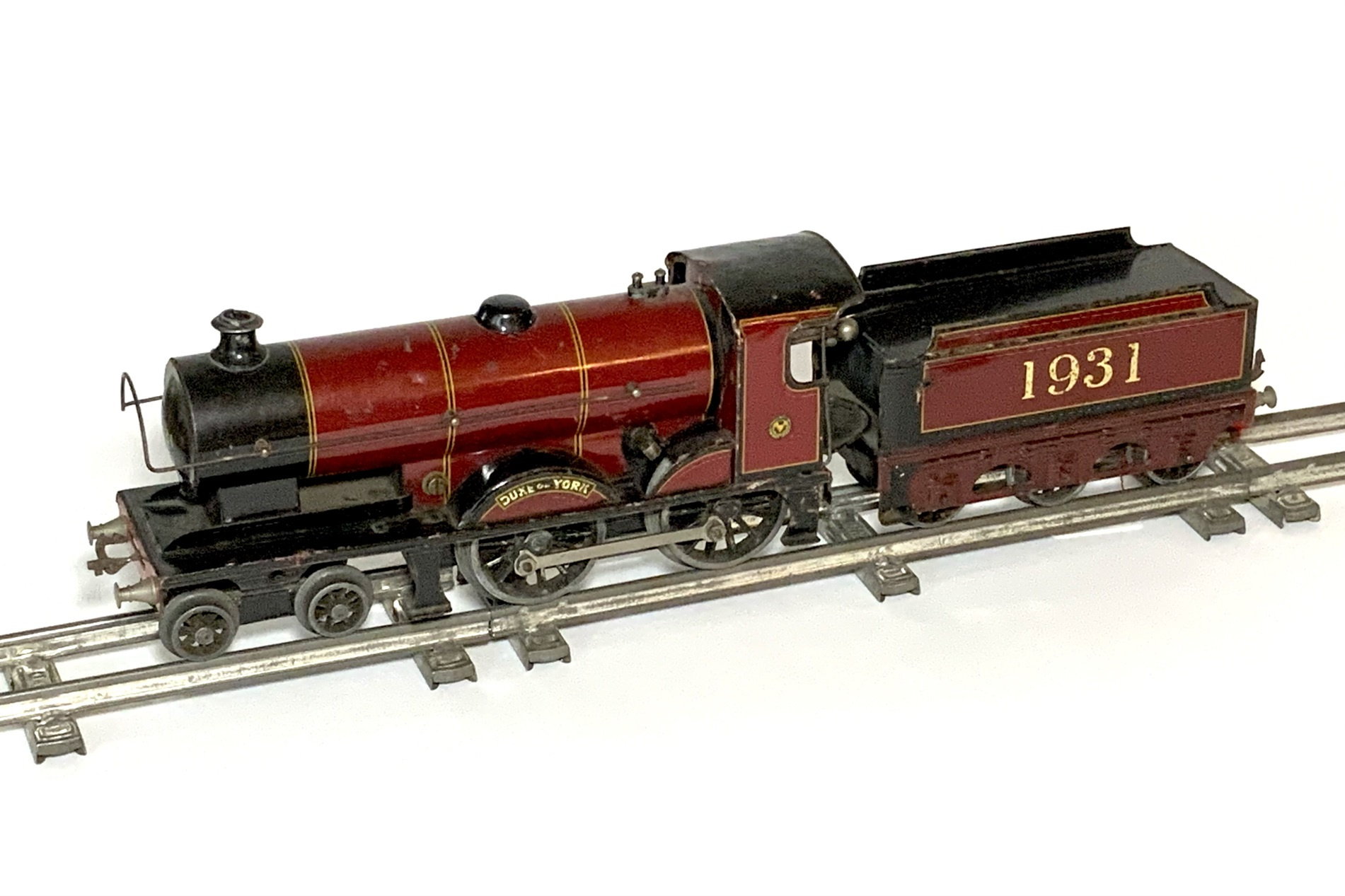
Bassett-Lowke-Spur-0-Uhrwerk-Lokomotive Duke of York, erbaut um 1930

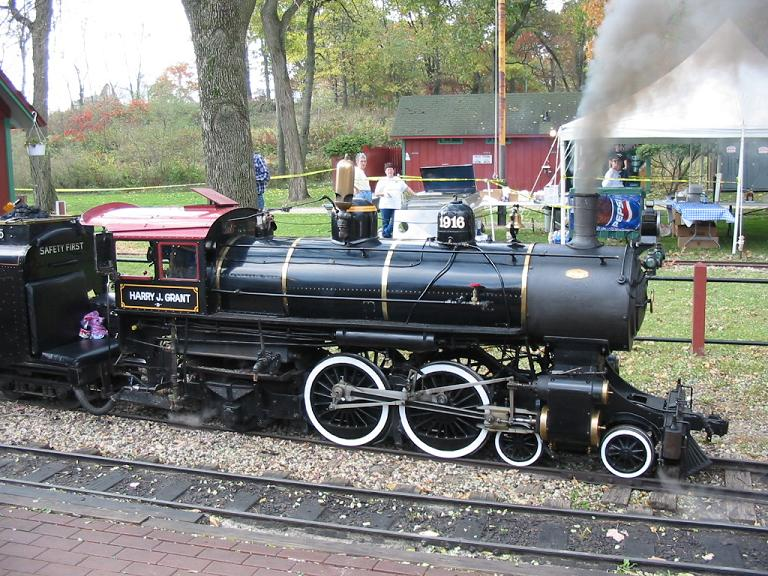
Echtdampf-Lokomotive für eine Spurweite von 15 Zoll

#### Antrieb mit Uhrwerk
Die ersten Modelle für den Spielzeugmarkt wurden von einem aufziehbaren Federwerk (Uhrwerk) angetrieben und waren demzufolge nur beschränkt steuerbar. Die automatische mechanische Steuerung der Lokomotiven beschränkte sich maximal auf Langsamfahren (Langsamfahr-Gleis-Abschnitt), Stoppen (Stopp-Gleis-Abschnitt) und Fahrtrichtungswechsel (Umschalt-Gleis-Abschnitt) geeignet. Nach dem Ablaufende des Uhrwerkes musste die Lok erneut aufgezogen werden.

#### Antrieb mit Dampfmaschine
Lokomotiven in meistens größerem Maßstab werden von einer Dampfmaschine angetrieben. Dabei wird der erweiterte Teilbegriff Echtdampf (Life Steam) angewendet, um von Modellbahnloks aus der Anfangszeit zu unterscheiden, bei denen Dampfausstoß lediglich imitiert wurde. So bietet beispielsweise die Firma Seuthe kleine Einsätze für den Schornstein von elektrisch angetriebenen Lokomotiven an, die mit einem flüssigen Gemisch gefüllt wurden, das elektrisch erhitzt kleine Qualmwolken ausstößt.
In den 1970er Jahren gründeten drei befreundete Modelleisenbahner in Basel die kleine Firma L-S LOC AG für die Produktion von Live Steam-Modellen. Insgesamt wurden Modelle von drei verschiedenen Dampfmaschinen (Rocket, Tractor , Sans Pareil) in einer oder mehreren Chargen von je 500 Stück hergestellt. Nach der ersten Charge von 500 Stück wurde entschieden, dass die sichtbaren Oberflächen aller Modelle vergoldet sein sollten, um ein einheitliches Erscheinungsbild zu erzielen. Die Crampton-Lokomotive war das letzte Modell, das Ende der 1970er Jahre hergestellt wurde.
Die Rocket ist die kleinste vergoldete Dampflokomotive, die jemals in Serie in der Spurweite HO hergestellt wurde. Die Produktion aller Modelle wurde nach 1980 eingestellt.
Für echt mit Dampf angetriebene Modellfahrzeuge haben sich ab den 1980er Jahren gehäuft in Kontinentaleuropa Clubs gegründet, nachdem es schon zuvor vorwiegend in England derartige Klubs gegeben hatte. An einigen Orten in Europa finden regelmäßige Schautreffen statt; Beispiel hierfür ist das Echtdampf-Hallentreffen Friedrichshafen (bis 2009 Echtdampf Sinsheim, danach bis 2016 Echtdampf-Hallentreffen Karlsruhe). Die Normgrößen bewegen sich dabei naturgemäß eher im Bereich der Gartenbahn, doch auch in den großen Nenngrößen, wie beispielsweise 0, I und IIm, gibt es Echtdampflokomotiven als Serien- wie als Kleinserienmodelle. In H0 und anderen kleinen Nenngrößen werden Echtdampflokomotiven nur vereinzelt angeboten.
Die Handhabung in geschlossenen Räumen war in der Vergangenheit nicht ganz unproblematisch, da beim Entgleisen nicht wie bei Elektrolokomotiven der Antrieb unterbrochen wird. Auslaufender und sich entzündender Spiritus hat wiederholt zu Bränden geführt. Die moderneren gasbeheizten Echtdampfmodelle gelten dagegen als betriebssicher.

#### Elektrischer Antrieb
Die Energie wird dem elektrischen Hausnetz entnommen und steht somit zeitlich unbegrenzt zur Verfügung. Damit die Berührungsspannung unschädlich ist, wird mittels eines Transformators eine entsprechend niedrige Betriebsspannung für die Modelleisenbahnanlage erzeugt.
Die Gleise für die Uhrwerkbahnen waren aus Metall, bei denen linke und rechte Schiene nicht elektrisch voneinander isoliert waren. Bei den ersten elektrisch angetriebenen Lokomotiven mit Mittelschiene  (siehe unten stehende Abbildung mit einer Weiche und vier Gleisen) störte das noch nicht. Es musste nur die zugefügte, stromführende Schiene von den jetzt ebenfalls stromführenden Außenschienen isoliert werden. Die Stromzuführung über den Mittelleiter entspricht der über eine Oberleitung oder über eine seitliche Stromschiene beim Vorbild.

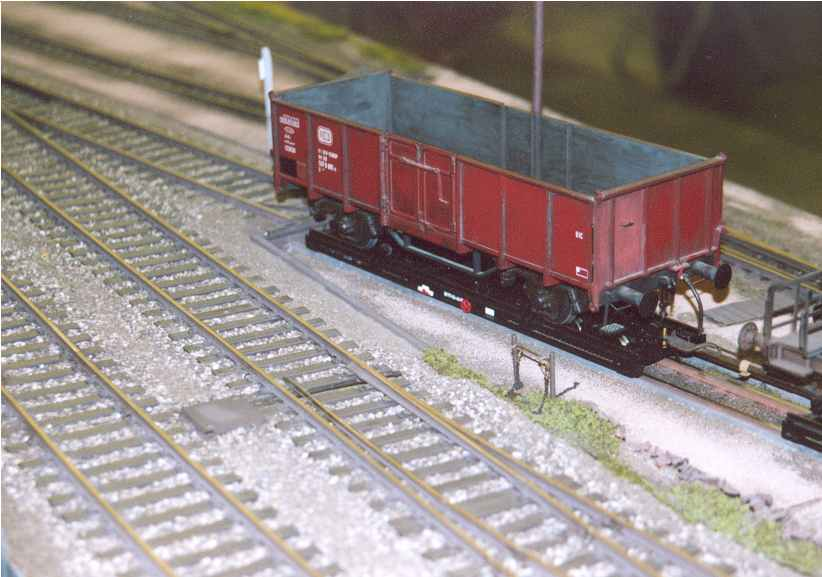
Zweileitergleis

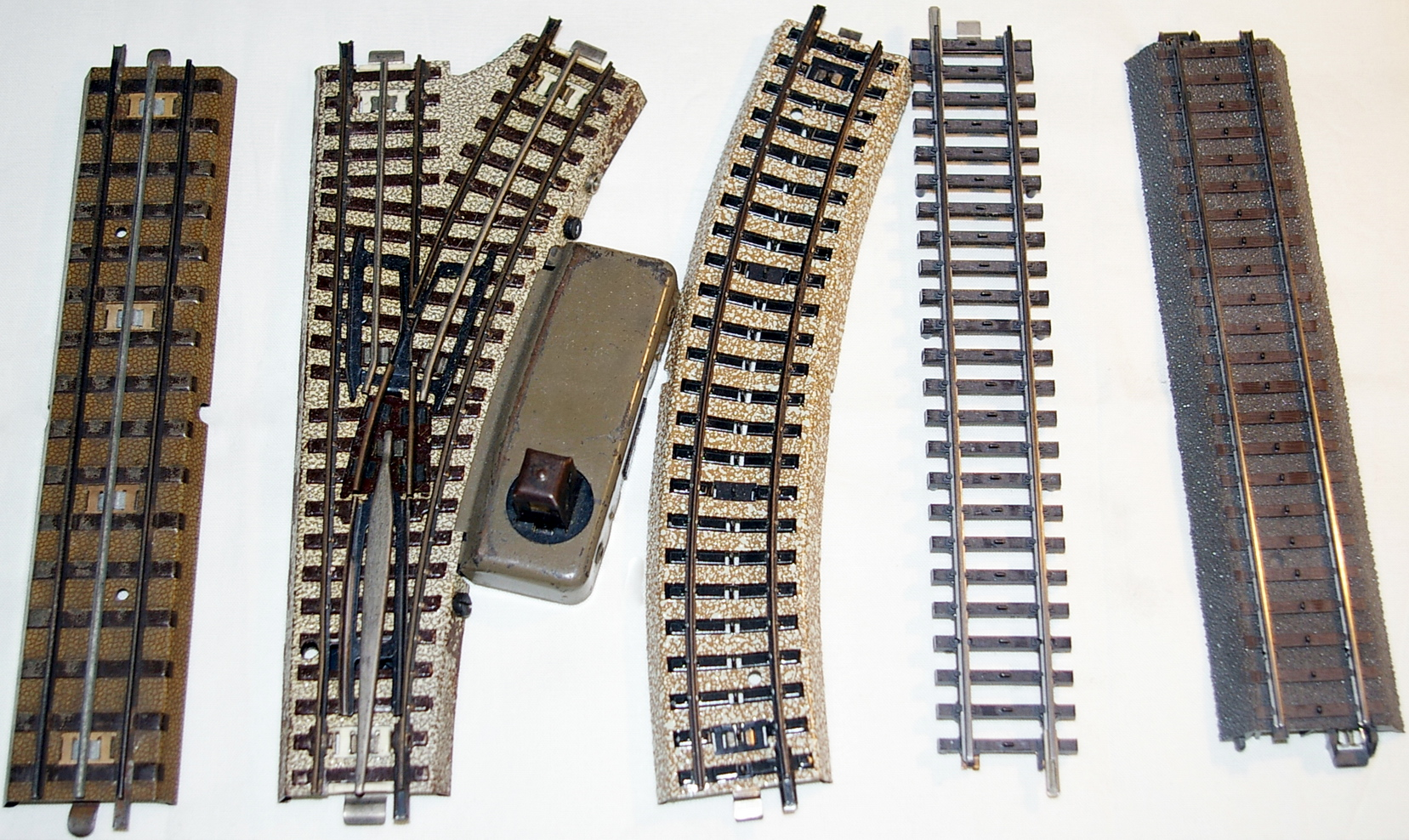
H0-Gleise der Firma Märklin
links: Zwei Schienentypen mit durchgehendem Mittelleiter
rechts: dreimal mit Punktkontakten in der Schwellenmitte

Nach dem Zweiten Weltkrieg wurden die Ansprüche an Miniaturisierung und Modelltreue größer: Wandel von der Spiel- zur Modelleisenbahn. Die Mittelschiene wurde jetzt als störend empfunden. Sie wurde zuerst (etwa 1955 von Märklin) von optisch unauffälligeren Punktkontakten zu einem versteckten Mittelleiter in Schwellenmitte ersetzt (siehe unten stehende Abbildung mit einer Weiche und vier Gleisen), bevor sie von den meisten Herstellern aufgegeben wurde.
Da die inzwischen aus Holz und bald ausschließlich aus Kunststoff bestehenden Schwellen auch die elektrische Isolation zwischen den beiden Fahrschienen ermöglichte, wurde zum optisch vorbildnäheren Zweischienensystem übergegangen. Dem Vorbild entspricht aber nicht, dass die Fahrschienen unterschiedliche elektrische Polarität haben. Das wirkt sich auf die Weichen aus, deren Herzstück im Modell nicht aus Metall sein darf. Zudem ist eine Gleisschleife  nicht ohne besondere Maßnahme befahrbar. Das Zweischienensystem ist international genormt (NMRA und NEM) und wird heute von allen Herstellern außer Märklin benutzt.

### Elektrisch angetriebene Modelleisenbahn, ihre Stromversorgung und Steuerung
Elektrische Modelleisenbahnanlagen können grundsätzlich manuell oder automatisch gesteuert werden; beides ist in „klassischer“ Form „analog“ oder auch mit „Digitaltechnik“ möglich. Zudem gibt es noch die Möglichkeit der halbautomatischen Steuerung, bei der der Modellbahner die Befehle manuell eingibt, aber von einer Automatik unterstützt wird, beispielsweise für Weichenstraßen oder bei vorbildgerecht langsamem Bremsen.
Entgegen verbreiteter Ansicht gibt, beziehungsweise gab es jede Kombination im Betrieb mit Gleich- oder Wechselstrom zwischen dem Zweischienen-Zweileiter-Gleissystem einerseits und dem Dreischienen-Mittelleiter-Gleissystem anderseits. So fährt beispielsweise die aktuelle Märklin Spur-1-Modelleisenbahn auf einem Zweischienen-Zweileiter-Gleissystem mit Wechselstrom, Trix Express verwendete ein Dreischienen-Dreileiter-Gleissystem mit Gleichstrom. Dreischienen-Mittelleiter-Gleissysteme, die mit Gleichstrom betrieben wurden, sind in Frankreich bekannt. So beispielsweise bei Vollon & Brun, kurz VB.
Umgangssprachlich wird seit längerem der Gleichstrombetrieb einem Zweischienen-Zweileiter-Gleissystem und der Wechselstrombetrieb dem Dreischienen-Mittelleiter-Gleissystem (Märklin) zugeordnet.
Erste elektrische Modelleisenbahnen gab es schon im ausgehenden 19. Jahrhundert. So lässt sich eine elektrische Straßenbahn von Bing aus dem Jahr 1898 nachweisen. Obschon elektrischer Motoren mit Permanentmagneten für den Gleichstrombetrieb bereits in den 1910 verfügbar und in Modelleisenbahn-Triebfahrzeugen eingebaut wurden, kleiner und leistungsfähige dann ab in den 1930er Jahren verfügbar waren, wurden anfänglich überwiegend Motoren mit einer Feldwicklung verwendet, allgemein auch als Allstrommotor bezeichnet. Die Spannung für Modelleisenbahn-Motoren war ursprünglich bei etwa 4 bis 6 Volt Gleichstrom für den Schwachstrombetrieb ab Batterie oder Akkumulator oder etwa 40 bis 60 Volt beim Hochspannungsbetrieb in frühen Gleichstrom- oder Wechselstromnetzen, dabei war ein Vorschaltwidrstand in Form einer Kohlenfadenglühlampe notwendig, was bei beiden Systemen ursprünglich nicht ungefährlich war. Beim Betrieb durch Batterien und Akkumulatoren durch auslaufende Säuren, beim Hochspannungsbetrieb durch gefährliche Stromschläge. Bald schon folgten aus Sicherheitsgründen Permanentmagnetmotor und Allstrommotoren für den Betrieb mit meist etwa 20 V Gleich- oder Wechselstrom in Kombination mit Umformern (Gleichstromnetze) oder Transformatoren (Wechselstromnetze), die über eine galvanische Trennung der Primär- und Sekundärwicklung der Stromversorgung haben und damit einen gefahrlosen Betrieb ermöglichen. Heute werden meistens 12 V Gleichstrom oder 16 V Wechselstrom verwendet. Märklin begann mit Gleichstrom (Schwachstrom) sowie Gleich- oder Wechselstrom (Hochspannung) unter der Verwendung von  Allstrommotoren.
Die seit dem Zweiten Weltkrieg entwickelte Systeme (z. B. von Kleinbahn und Fleischmann) benutzen Gleichstrom, da nun haltbare Gleichrichter und Permanentmagnete für Gleichstrommotoren mit Permanentmagnet verfügbar waren, so dass das bei Märklin notwendige Fahrtrichtungs-Umschaltrelais in den Modelllokomotiven nicht notwendig war. Bei Gleichstrom-Antrieb lässt sich die Fahrtrichtung auf einfache Weise durch Umpolen umkehren, sofern der Motor denn auch ein Gleichstrommotor mit Permanentmagnet und nicht ein Allstrommotor mit Feldwicklung war oder die getrennte Feldwicklung über Dioden mit Gleichstrom fahrtrichtungsabhängig angesteuert wurden, wie dies in den 1935 bis 1938 gebauten Spur-00-Lokomotiven von Märklin der Fall war.
In dieser Zeit gab es auch schon einige, bereits damals sogenannte, Mehrzugsteuerungssysteme, dessen bedeutendstes Trix-EMS ab 1973 erhältlich war. Sie waren die Vorgänger der ab 1983 erhältlichen und mit dem Zusatz digital bezeichneten digitalen Mehrzugsteuersysteme. Beiden ist die Überlagerung (Modulation) der Versorgungsspannung durch eine hochfrequente (damals 9 kHz sinusförmige, heute 2,5 kHz rechteckförmige) Steuer-Wechselspannung.
Mit den heutigen Mehrzugsystemen kann jeweils eine große Zahl von Fahrzeugen gleichzeitig gesteuert werden, wobei die gesamte Gleisanlage in nur einem Stromkreis liegt. In der modulierten Steuerspannung sind die Adresse jedes Fahrzeugs und die jeweils zugehörenden Fahrkommandos enthalten. Jedes Fahrzeug enthält einen Decoder, so dass es nur auf die für es gedachten Kommandos reagiert. Nachdem es zunächst diverse Kommunikationsprotokolle für diese Systeme gab, haben sich heute vor allem die von Märklin verwendeten (Motorola, mfx) und das nach NMRA genormte DCC-System etabliert. Speziell bei der Baugröße N ist auch das SelecTRIX-Protokoll verbreitet.

### Gleise und Weichen

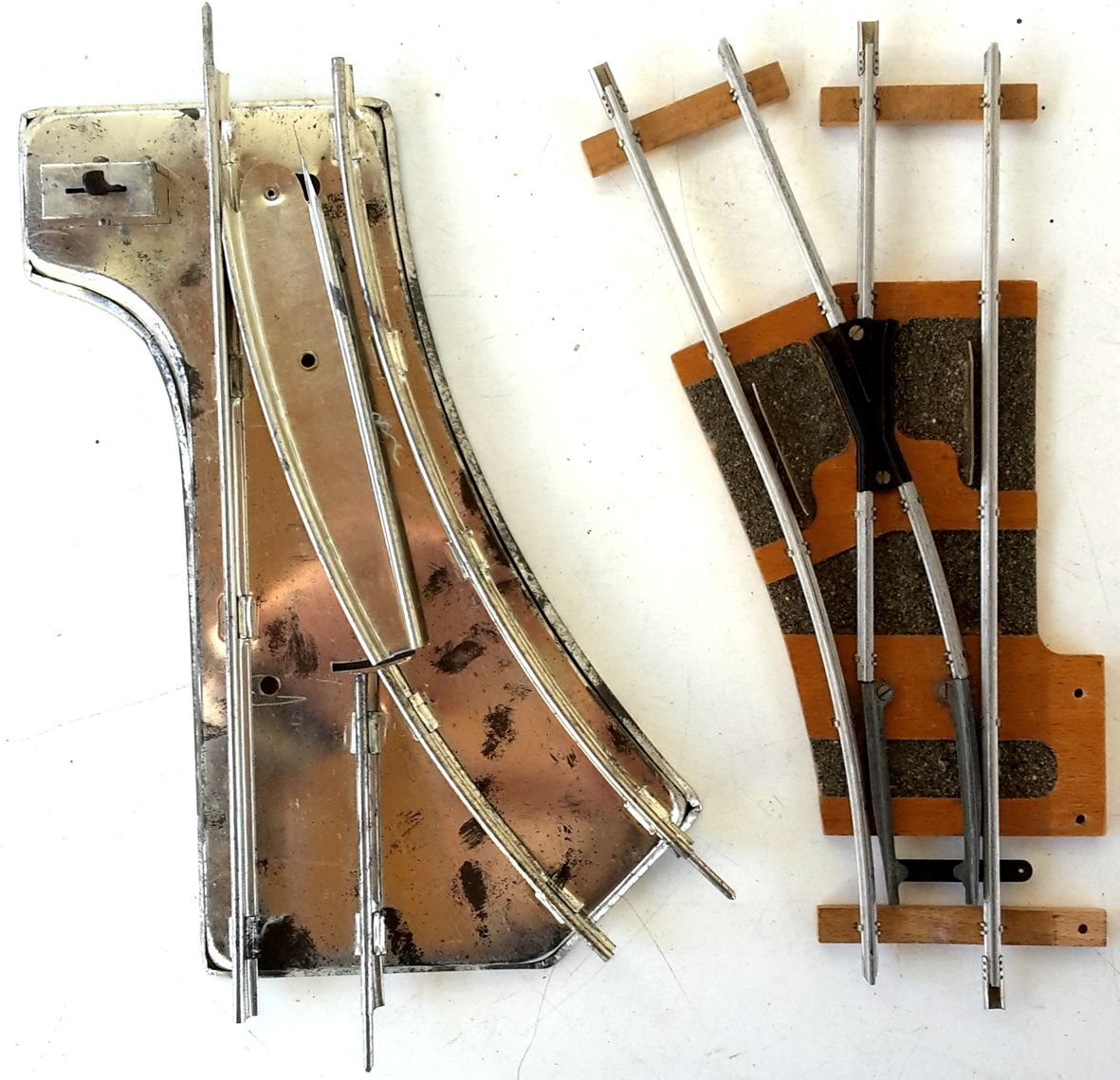
Zwei Weichen der Spur 0
links: in etwa ihrer Mitte schwenkbare Einheit mit beiden Zungen
rechts: einzeln schwenkbare Zungen wie bei einer „großen“ Standardweiche

Bei älteren Modelleisenbahnen waren bei Weichen die Weichenzungen nicht einzeln schwenkbar, wie das bei der „großen“ Eisenbahn schon lange Standard ist (s. nebenstehende Abbildung, rechte Weiche). Man verzichtete wegen geringeren Kosten und größerer Robustheit auf Originaltreue und schwenkte die Zungen als Einheit in nur einem Drehgelenk. Bei Blecheisenbahnen mit Uhrwerkantrieb gab es eine Variante mit in Längsrichtung etwa mittig schwenkbarer Zungeneinheit (s. nebenstehende Abbildung, linke Weiche). Die Zungenspitzen wurden originalgetreu wechselnd an eine der Außenschienen angelegt. Dort, wo standardmäßig das Weichennherz ist, wurden die Zungenenden wechselnd fluchtend vor eine der abgehenden Innenschiene geschwenkt. Bei den elektrischen Modelleisenbahnen der Nenngröße TT gab es diesen Weichentyp auch. Bei TT gab es auch eine Variante mit Drehgelenk am Ende der Zungeneinheit, d. h. vor dem – jetzt vorhandenen – Weichenherz. Die jeweils zu befahrende Zunge war dort in der zugehörigen Schwenklage mit der abgehenden Schiene exakt (die andere Zunge mit ihrer abgehenden Schiene annähernd fluchtend, so dass die umgekehrten Fahrt mit Aufschneiden der Weiche auch möglich war). Die als Einheit drehbaren Zungen dieser Weichen-Variante wurden bei elektrischen Modelleisenbahnen gegeneinander elektrisch isoliert. Die jeweilige Zunge wurde stromführend durch Anlegen ihrer Spitze an ihre Schiene im zweischienigen Elektrosystem.
Moderne Modelleisenbahn-Weichen unterscheiden sich im Prinzip nicht von den Standard-Weichen in „großen“ Eisenbahnen. Unterschiede in der Ausführung ergeben sich daraus, dass die Länge in Gleisrichtung stärker als die Spurweite verkleinert wird. So wie in oft verkürzten Fahrzeugen und immer verkleinerten Kurvenradien macht sich das auch in gedrungener Bauweise der Weichen bemerkbar mit der Folge, dass nahezu ausschließlich Gelenkzungen und keine Federzungen verwendet werden. Abgesehen von ihrer kleineren Länge ergäbe auch eine nach dem großen Vorbild stellenweise geschwächte Zunge ein viel zu steifes Federgelenk. Diese physikalische Tatsache basiert auf der Ähnlichkeitstheorie.
Bei den elektrischen Modelleisenbahnen mit heute meistens unterschiedlicher elektrischer Polarität in den beiden Schienen (s. Zweischienensystem und oben stehende Abbildung Zweileitergleis) kommt hinzu, dass das Herzstück aus elektrisch isolierendem Material bestehen muss. Ausnahme sind sogenannte polarisierte Herzstücke. Damit die Stromaufnahme durch jedes darüber rollende metallische Rad nicht unterbrochen wird (größere Sicherheit, dass eine langsam fahrende Lok nicht stehen bleibt), sind sie wie das übrige Gleis auch stromführend und bestehen auch aus Metall. Sie sind nur mittels schmaler isolierender Schlitze von den anschließenden Schienen/Zungen getrennt. Beim Umstellen der Weiche wird die Polarität am Herzstück ebenfalls umgestellt, zur Fahrtrichtung passend gemacht. Nachteil ist, dass beim stumpfen Befahren aus dem nicht eingestellten Gleisanschluss elektrischer Kurzschluss entsteht, woraufhin die Lok stehen bleibt. Deren Antriebsmotor wird dabei nicht geschädigt. Der Kurzschluss wird vom über einen solchen schmalen Schlitz rollenden metallischen Rad (oder einen Schienen-Schleifkontakt) verursacht.
Viele Modelleisenbahn-Weichen verfügen über eine sogenannte Stopp-Funktion. Damit ist gemeint, dass die am Weichenanfang an den Außenschienen anliegende Fahr-Spannung ans abführende Gleis, für das die Weiche nicht eingestellt ist, nicht übergeben wird. Auf diese Weise wird erreicht, dass bei der traditionellen, heute sogenannten analogen Betriebssteuerung  (moderner Gegensatz: digitale Betriebssteuerung) einer Modellbahnanlage z. B. eine Lok auf ein Nebengleis gefahren werden kann, diese dort aber abgestellt bleibt und den Betrieb auf dem Hauptgleis nicht stört, nachdem die Weiche zurückgestellt wurde.
Beim älteren Dreischienensystem hatte nur die Mittelschiene andere Polarität. Diese wurde in der Weiche beim Kreuzen mit einer Außenschiene (beide hatten die andere Polarität: s. Dreischienensystem) bzw. mit der entsprechenden Weichenzunge unterbrochen. Die Mittelschienenenden lagen höher als die zu kreuzende Schiene bzw. Zunge, sodass ein ausreichend langer Schleifkontakt an der Lok Kontakt behielt, ohne letztere zu berühren.

### Bergbahnen
Es gibt auch vorbildgetreue, voll funktionsfähige Modelle von Zahnradbahnen und Standseilbahnen zumindest für kleinere Maßstäbe. Außerdem existieren auch voll funktionsfähige, originalgetreue Modelle von Luftseilbahnen.

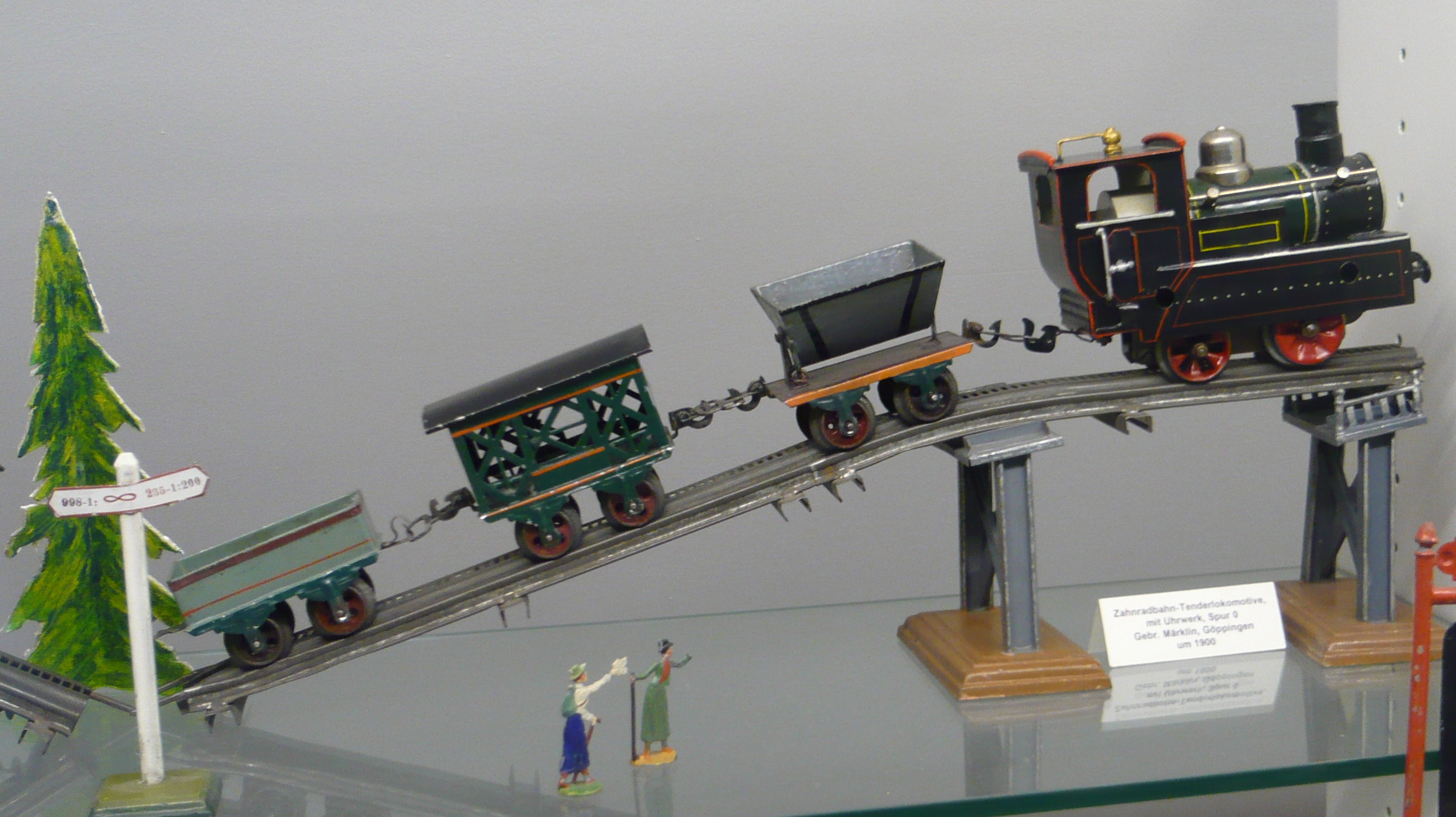
Zahnradbahn-Tenderlokomotive mit Uhrwerk, Spur 0 von Märklin, ca. 1900
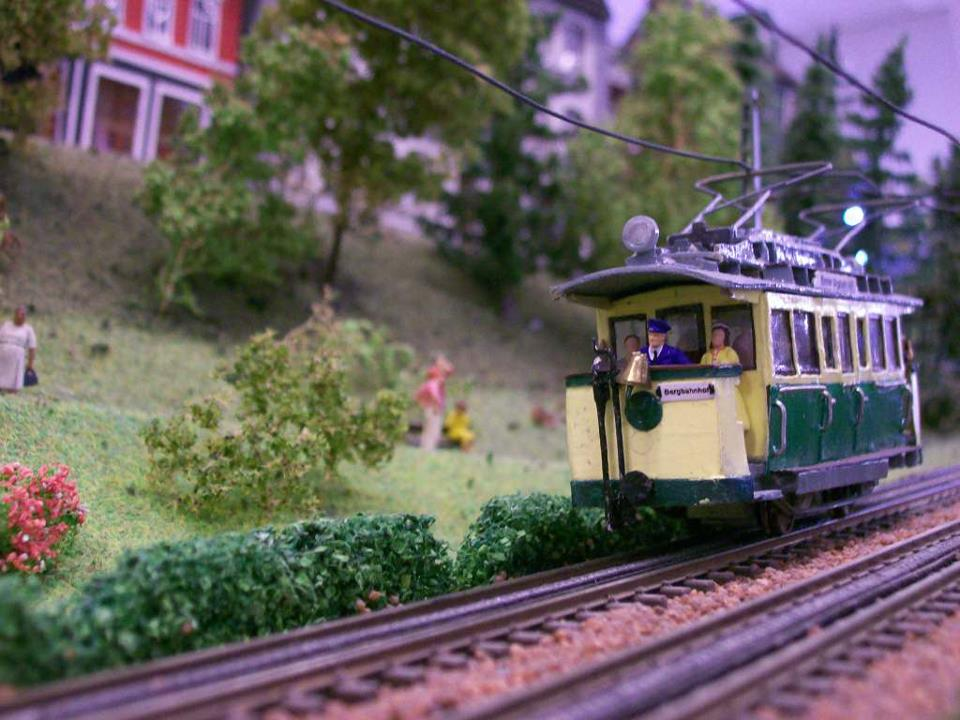
Elektrischer Eigenbau-Zahnradbahn-Triebwagen der Barmer Bergbahn, Spur H0 mit Fleischmann Antrieb, 2012
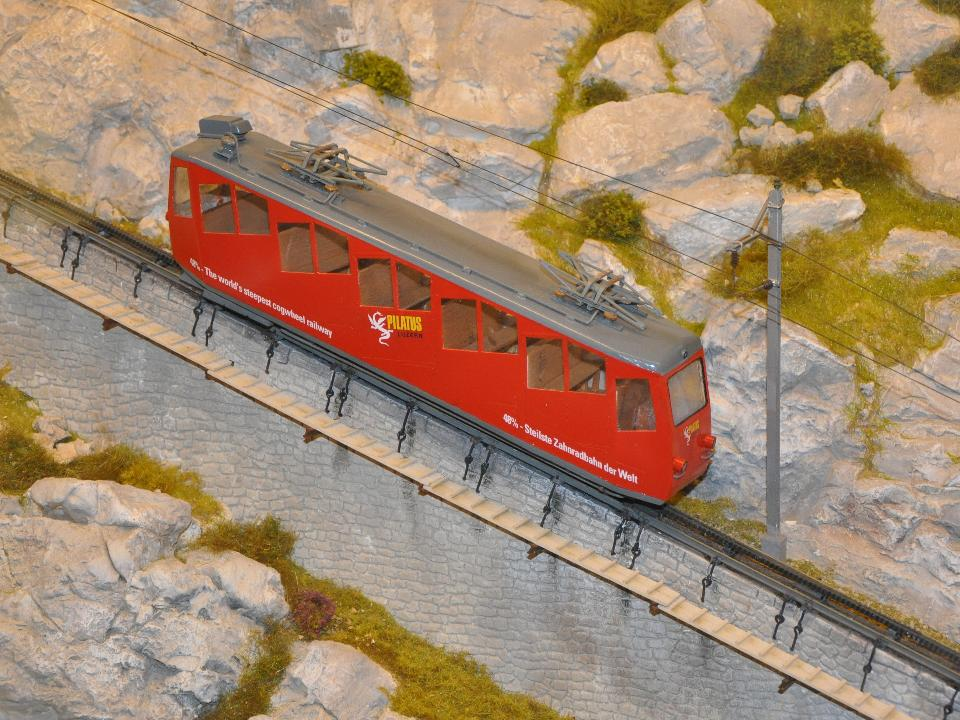
Elektrischer-Eigenbau Zahnradbahn-Triebwagen der Pilatusbahn, Spur 0e, 2012
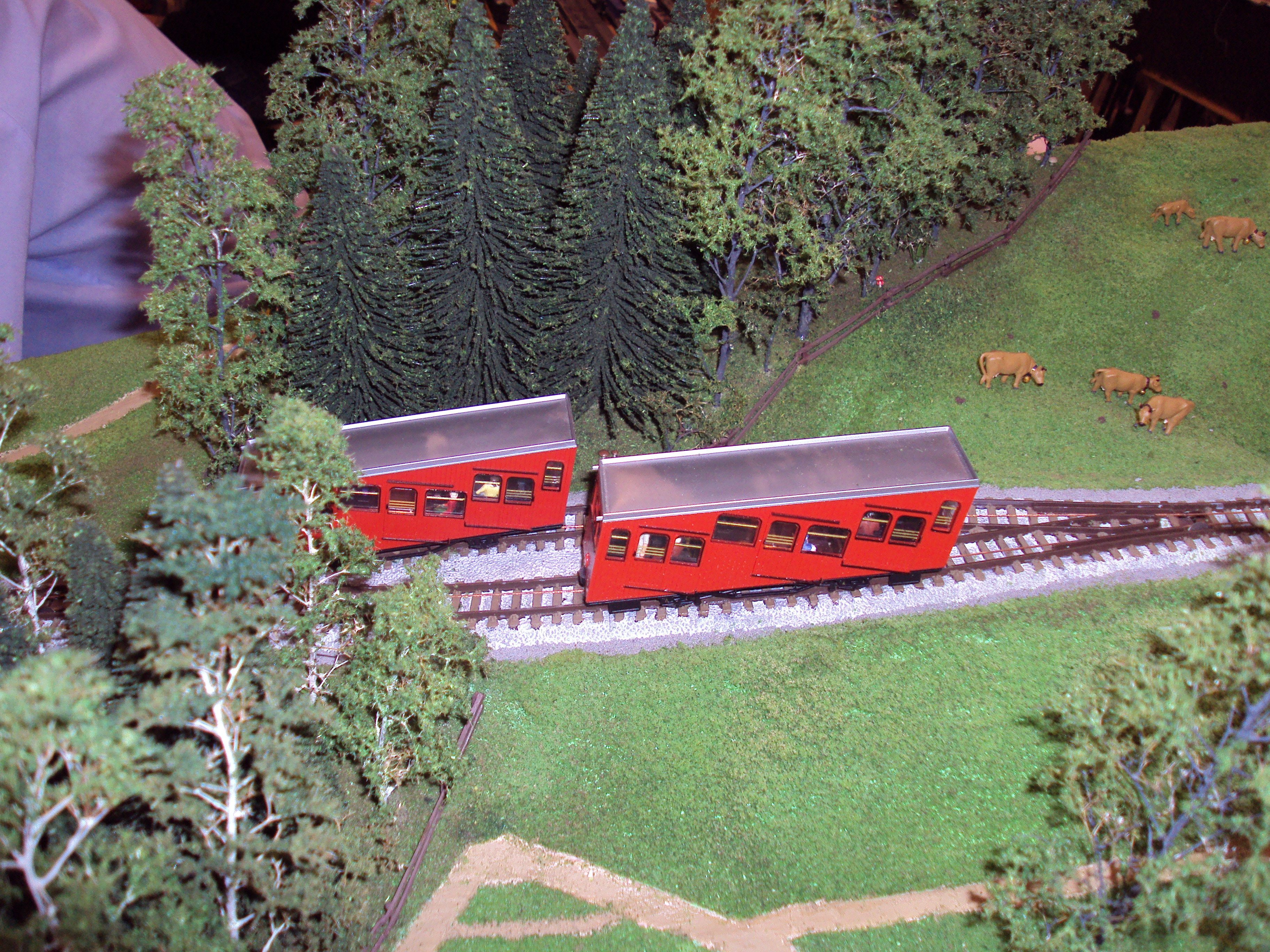
Standseilbahn Spur H0m von Brawa, 2012
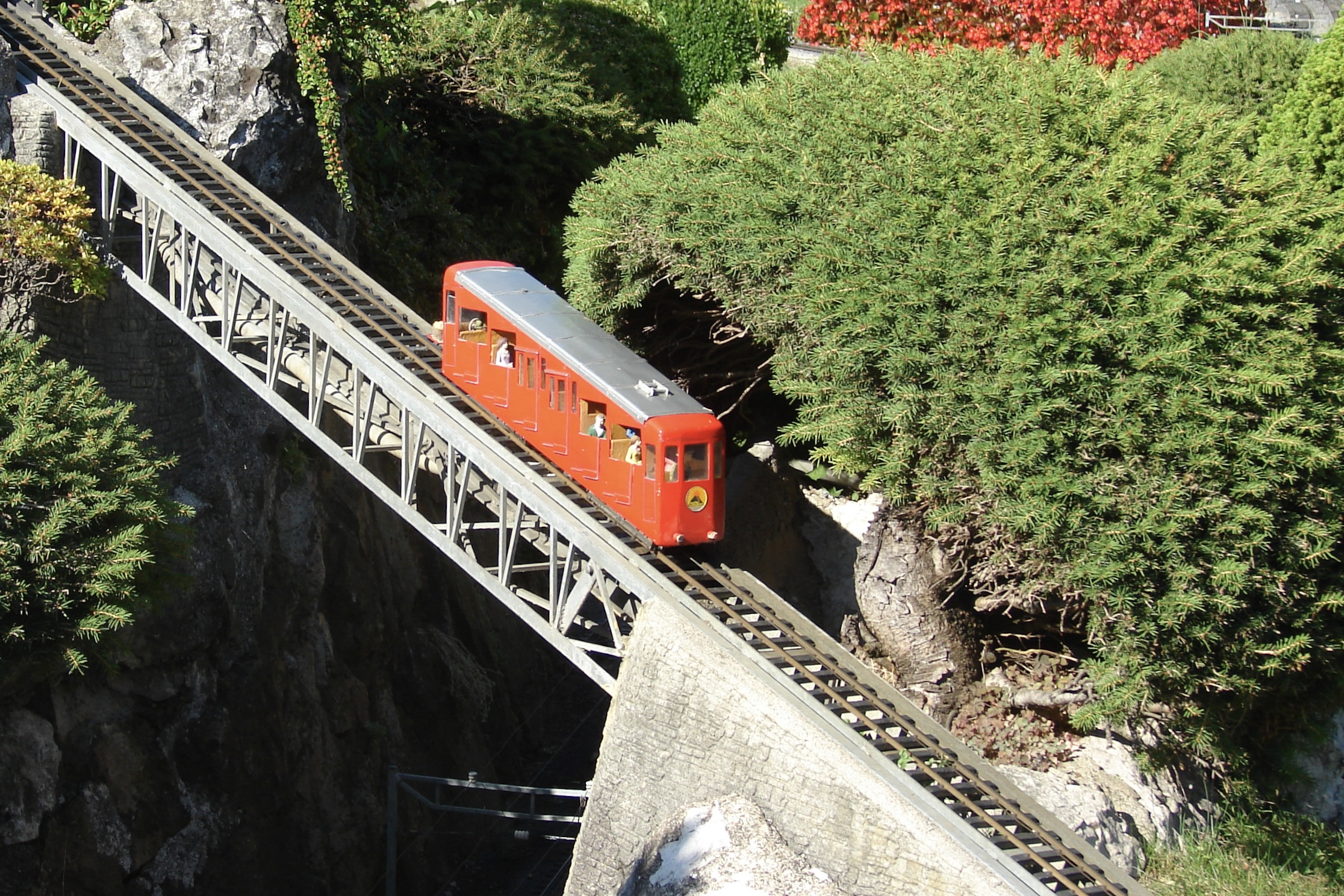
Modell eines Wagens der Standseilbahn Monte Sal Salvatore im Maßstab 1:25 im Swissminiatur, 2009

### Magnetschwebebahnen
Inzwischen gibt es auch vorbildgetreue Modelle von Magnetschwebebahnen.

## Geschichte der Modelleisenbahn

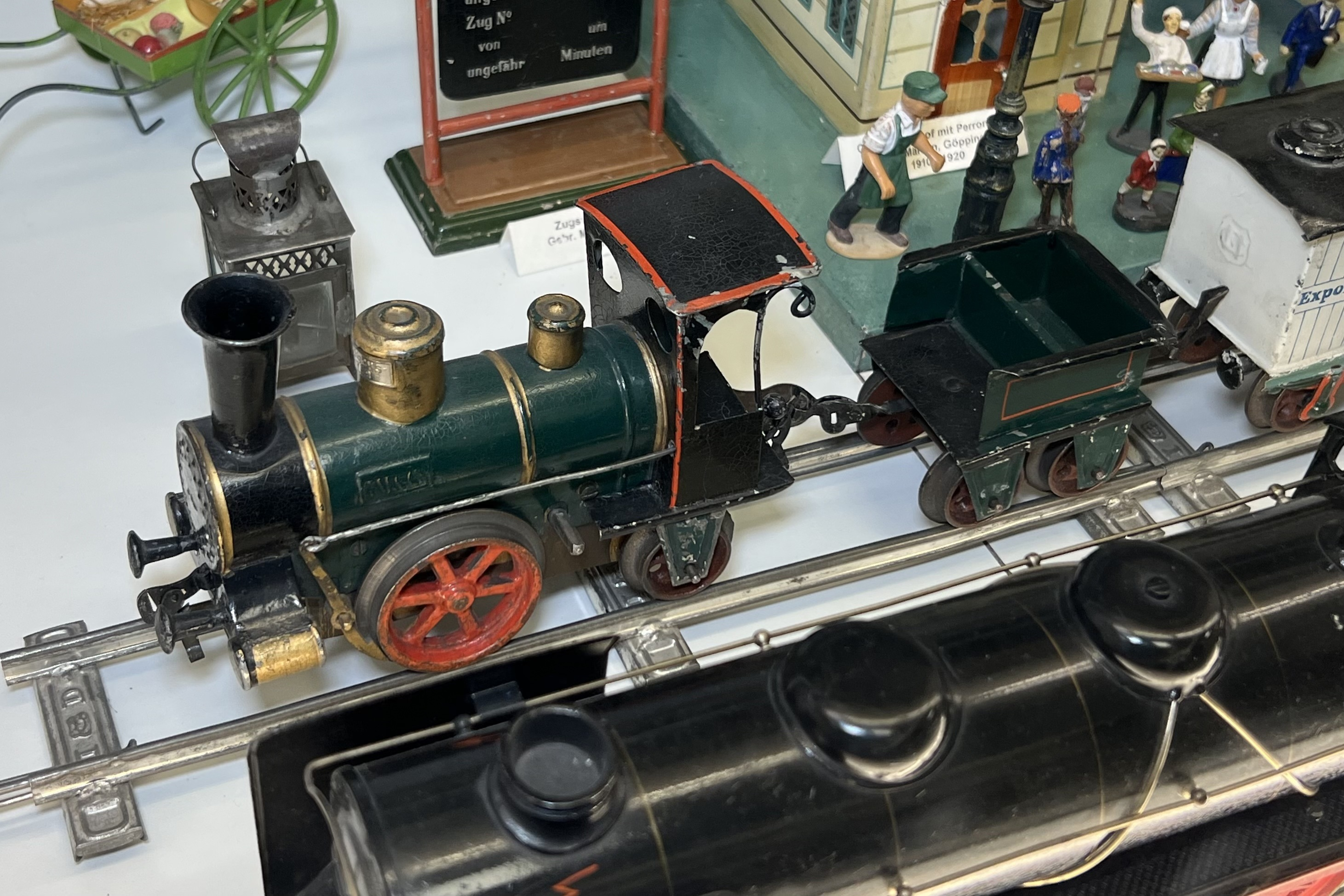
Märklin-Uhrwerklokomotive Storchenbein der Spur 1 aus dem Jahr 1895 im Zürcher Spielzeugmuseum, 2023

Entscheidende Jahre in der Geschichte der Spielzeug- und Modelleisenbahn, wie wir sie heute kennen, waren die 1890er und 1900er Jahre. Durch die Übernahme des Deutschen Spielwarenherstellers Lutz durch den Deutschen Spielwarenhersteller Märklin erweiterte Märklin sein Portfolio durch Produkte aus lithografiertem Blech. In den 1890er Jahren gelang Märklin damit auf dem Spielwarenmarkt der Durchbruch mit Spielzeugeisenbahnen, deren Ursprung sich in der Firma Lutz finden.
In den 1900er Jahren etablierte das Britische Handelsunternehmen Bassett-Lowke, das eine eigene Fertigung, eigene Fachgeschäfte und einen Versandhandel hatte, die Spielzeug- und Modelleisenbahn in Europa. Dies mit Produkten aus eigener Produktion und unter dem Vertrieb von Produkten der Lieferanten Bing, Carette und Märklin. Bassett-Lowke entwickelte zusammen mit Henry Greenly, einem Britischen Konstrukteur von Miniatur-Echtdampf-Lokomotiven, und aus den aus der gemeinsam herausgegebenen Zeitschrift Model Railways and Locomotives Magazin eingehenden Leserbriefschreiben die ersten Normen für Spielzeug- und Modelleisenbahnen, die auch bereits die in diesem Jahrzehnt entstandenen personenbefördernden Gartenbahnen beinhaltete.
Geprägt war diese Zeit durch Spielzeug- und Modelleisenbahnen mit Uhrwerk- und Echtdampf-Lokomotiven. Die elektrische Modelleisenbahn spielte damals noch keine wirkliche Rolle, da die Elektrizität in den Haushalten anfänglich nicht oder nur wenig verbreitet war.

## Messen
Die weltweit wichtigste Messe für Modelleisenbahnen ist die Nürnberger Spielwarenmesse, auf der seit ihrem Bestehen die Neuheiten vorgestellt werden. Die größte kommerzielle Messe dieses Sektors im deutschsprachigen Raum ist die jährlich stattfindende Intermodellbau in Dortmund. Daneben haben sich in den vergangenen Jahrzehnten mehrere regionale und lokale Ausstellungen und Verkaufsmessen entwickelt.

## Grenzen der Maßstäblichkeit und der Vorbildtreue

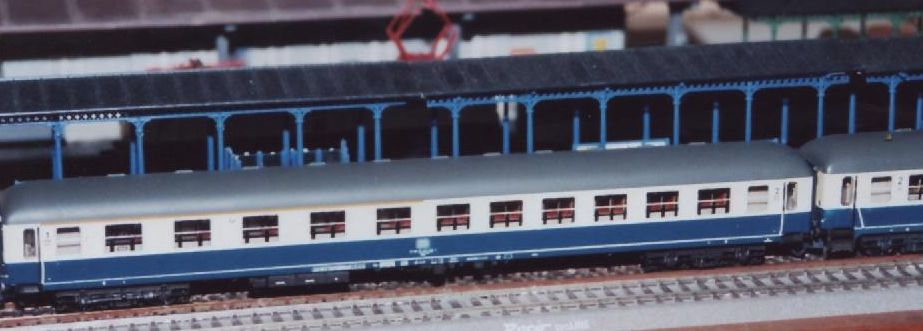
Modell eines ABm^{225} des Modelleisenbahnherstellers Roco in maßstäblicher Länge von 1:87, 2008

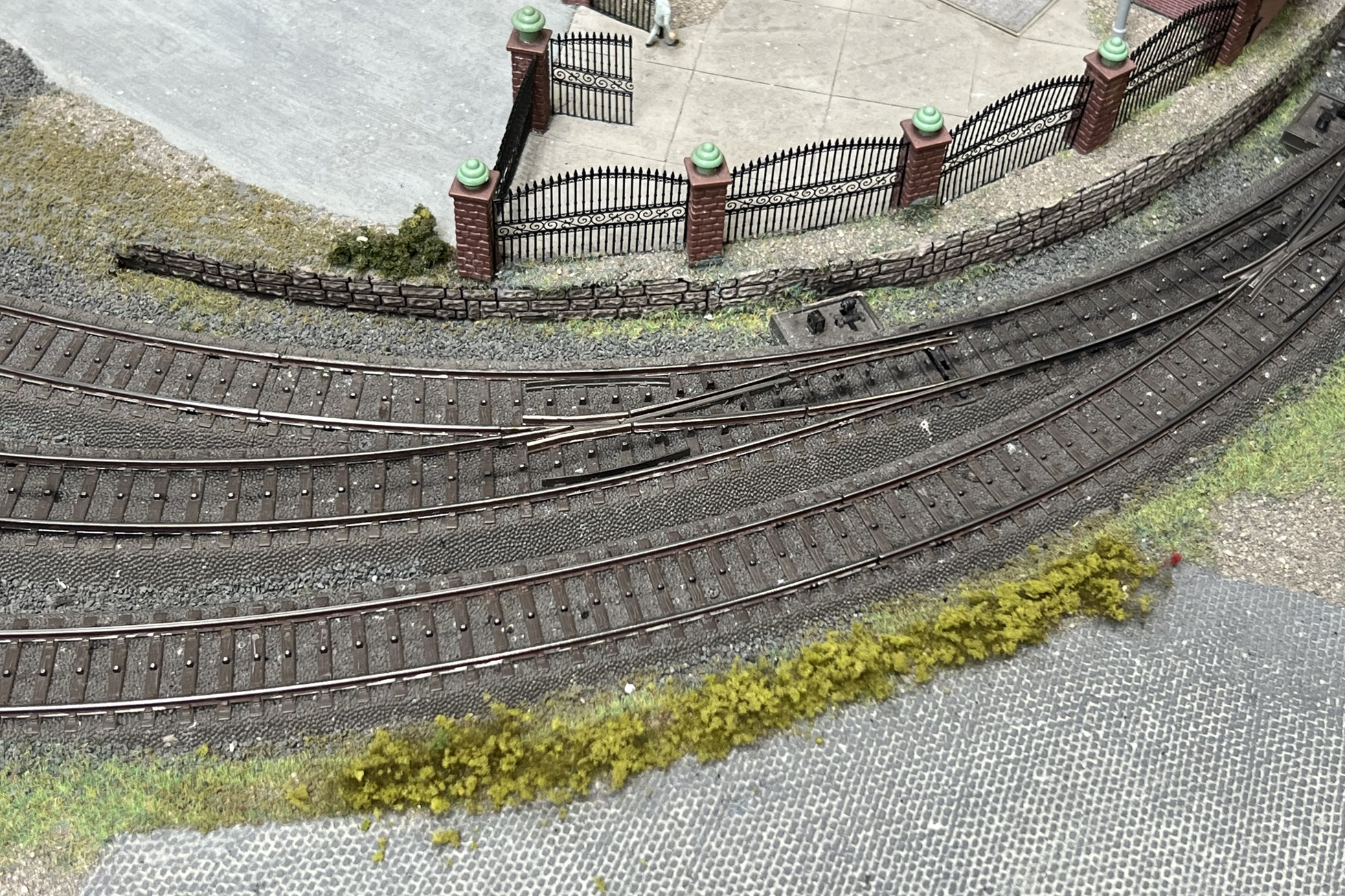
Normalerweise sind die Radien auf Heimanlagen platzbedingt kleiner als beim Vorbild; Bild einer Märklin-Anlage 2024

Unter Maßstäblichkeit wird das Verhältnis zwischen den Maßen des Modells und des Vorbildes verstanden. Wenn dieses Verhältnis in möglichst vielen Abmessungen gleich ist, wird von einer hohen Vorbildtreue gesprochen.
Die auffälligsten Abweichungen gibt es in folgenden Belangen, sei dies aus geschichtlichen oder technischen Gründen: Rad-Schiene-System, Kurvenradien, verkürzte Fahrzeuge. Es gibt aber auch andere Aspekte der Vorbildtreue: Vorbildtreue der Kupplungssysteme, fahren Puffer an Puffer. Das Vorbildgetreue Fahren von Elektrolokomotive über eine Oberleitung oder die Art und Weise wie eine Dampflokomotive angetrieben wird, beispielsweise durch Echtdampfantrieb.
Die ersten Modellbahnartikel waren dem Vorbild nur angenähert, allerdings änderte sich dies recht schnell in Richtung maßstäblicher Nachbildungen – mit einigen Ausnahmen. Die Unmaßstäblichkeiten sind zum einen der Tatsache geschuldet, dass die Produktionsmethoden dem in der jeweiligen Produktionszeit technisch und wirtschaftlich Machbaren angepasst sein müssen.
Aufgrund der teilweise engen Kurvenradien, in der Spur H0 entspricht beispielsweise ein Radius von 435 mm einem Radius von 38 m beim Vorbild – dort sind die Radien, abgesehen von Straßenbahnen und Industrieanschlüssen, selten kleiner als 190 m (Semmeringbahn) – werden insbesondere Reisezugwagen bis heute in verschiedenen verkürzten Versionen angeboten. In der Spur H0 gibt es hier Wagen im Längenmaßstab 1:110 (heute kaum noch angeboten), 1:100 (inzwischen meist als Einsteigermodelle), 1:93 (Märklin und Fleischmann) und unverkürzte Wagen, im Längenmaßstab von 1:87. Bei Gebäudemodellen wird oftmals verkleinert. Um mehr Häuser pro Fläche unterzubringen, sind Gebäude oft nur im Maßstab 1:120 gehalten; in der Höhe gibt es teilweise noch stärkere Verkürzungen: vor allem sehr hohe Bauwerke wie Windkraftanlagen sind nicht selten auf 1:200 und mehr verkürzt. In den letzten Jahren hat sich aber auch hier ein Trend zu zumindest in der Horizontalen maßstäblicheren Objekten entwickelt.
Auch das Rad-Schiene-System, das in vielen Baugrößen noch aus der Zeit vor dem Zweiten Weltkrieg stammt, ist nicht maßstabsgetreu. Ein maßstäbliches Rad in der Spur H0 hätte eine Breite von rund 1,5 mm und einen Spurkranz von 0,3 mm Höhe. International hat sich für exakt maßstäbliche Fahrzeuge auf exakt maßstäblichen Gleissystemen die Bezeichnung Proto: (hier folgt die Zahl des Maßstabes, in H0 beispielsweise 87) durchgesetzt. Solche Räder gibt es durchaus zu kaufen, sie erfordern aber Anpassungen an den Weichen, die ebenfalls exakte 1:87-Maße aufweisen müssen.
Handelsübliche Gleissysteme werden in der Spur H0 mit den üblichen Rädern nach NEM mit 2,8 mm Breite und einem Spurkranz von bis zu 1,2 mm störungsfrei betrieben. Gerade Letzterer wird in der letzten Zeit jedoch immer öfter verkleinert (üblicherweise auf 0,68 mm, womit das Verhältnis zur Radbreite wieder stimmt), auch weil bei vielen Dampfloks der Radabstand zu klein ist – früher hat man stattdessen den Achsabstand vergrößert und den Raddurchmesser verkleinert, oder gleich eine Achse weggelassen.
Viele dieser modellbahntypischen Kompromisse sind der Abwärtskompatibilität geschuldet, aber auch konservativen Kunden, die diese Abweichungen als betrieblich notwendig erachten. Wo genau die Grenzen des Machbaren oder gar des Sinnvollen liegen, ist schwer einzuschätzen – einige Modellbahner halten schon das heute Übliche für übertrieben und unnötig anfällig, andererseits gibt es Bastler, die etwa Echtdampfmodelle in der Spur Z, also im Maßstab 1:220 bauen. Die Tendenz der letzten Jahre (im Besonderen Mitte der 1980er bis Mitte der 2000er Jahre) geht weitgehend in Richtung exakter Maßstäblichkeit. Diese Entwicklung wird unter dem Schlagwort Finescale zusammengefasst.